# Lista nadań praw miejskich w Polsce po 1900 roku

Mapa nadań praw miejskich w Polsce po 1900 roku

Poniższa lista przedstawia najmłodsze polskie miasta, które otrzymały lub odzyskały prawa miejskie lub równorzędny im status prawny (uzyskanie statusu miasta, zaliczenie w poczet miast, utworzenie miasta, uznanie za miasto itp.) po roku 1900.
Obecnie (tj. od 27 maja 1990 roku) całe gminy, a od 12 stycznia 1993 gminy lub miejscowości, będące wsiami (dawniej także miasteczka, osiedla, gromady itp.) otrzymują status miasta na mocy rozporządzenia Rady Ministrów. Przed 1990 rokiem nadania praw miejskich odbywały się zazwyczaj odgórnie.
O źródłach:
Zmiany pod administracją polską (1919–1939 i 1946–) oraz w krótkim okresie rozbiorowym (lata 1900–1914) opracowano na podstawie źródeł oryginalnych i archiwalnych (głównie dzienników urzędowych) i są one w pełni prawidłowe. W chwilach przełomowych, zwłaszcza wskutek wojen i tymczasowych administracji okupacyjnych, następują paroletnie okresy chaosu w ciągłości prawnej miast, gdzie trudno jest dotrzeć do oryginalnych źródeł lub w ogóle nie istnieją (na przykład w przypadku miast utworzonych bądź zniesionych w 1945/1946 roku). Ponadto w wielu przypadkach administracja polska przemiennie sankcjonowała bądź uchylała zmiany wprowadzone przez okupanta, a co nie zawsze zostało odzwierciedlane w dziennikach urzędowych lub bywało odzwierciedlane znacznie później (nawet 7 lat później w przypadku niektórych zmian wprowadzonych podczas II wojny światowej, co nie pozwala jednoznacznie ustalić zależności między stanem de iure a de facto). Okresy te nastręczają najwięcej kłopotu przy porządkowaniu zagadnienia, a czasem zmuszają do przyjęcia do wiadomości faktu zmiany bez formalnego aktu prawnego (opierając się na oficjalnych wykazach bądź monografiach) lub faktu zmiany zatwierdzonego znacznie później. Wreszcie szczególnie skomplikowane są przemiany w kategorii miast w związku z reformami administracyjnymi lub masowym porządkowaniem kategorii jednostek miejskich (miast, miasteczek, osad miejskich itd.) po długoletnich okresach rozbiorów (na przykład po I wojnie światowej i w latach 1933/1934), gdzie nie jest możliwe (i nie jest wskazane) spłycanie tematu do jednoznacznych dat bez szczegółowego omówienia zagadnienia.
Uwagi:
1. Miasta uszeregowane są według roku nadania praw miejskich lub równorzędnego im statusu prawnego.
2. Artykuł dotyczy praw miejskich i równorzędnego im statusu prawnego (po 1918 roku).
3. Artykuł nie dotyczy statusu gmin miejskich (w Galicji i na Kresach Wschodnich do 1934 roku gminami miejskimi mogły być miasteczka, a także wsie[7]). Przypadki podniesienia miejscowości do rzędu gmin miejskich bez równoczesnego nadania im praw miejskich (lub bez uprzedniego posiadania praw miejskich bez ich utraty[8]) zostały w liście uwzględnione, lecz opisano je kursywą.
4. Artykuł nie dotyczy gmin wiejskich o miejskich uprawnieniach finansowych (gmin wiejskich o charakterze miejskim), które funkcjonowały w Polsce w latach 1924–1939 i 1946–1954.
5. Kursywą opisano przypadki nadań praw miejskich poza administracją Polski.
6. Podana przynależność wojewódzka miast dotyczy aktualnego podziału administracyjnego (oprócz miast znajdujących się obecnie poza granicami Polski, gdzie podano ostatnią przynależność wojewódzką w granicach Polski).

Lata:
- 2020–2021–2022–2023–2024–2025–2026
- 2010–2011–2014–2015– 2016–2017–2018–2019
- 2000–2001–2003–2004– 2005–2006–2007–2008–2009
- 1990–1991–1992–1993– 1994–1996–1997–1998
- 1980–1982–1983–1984– 1986–1987–1988–1989
- 1973–1977
- 1960–1961–1962–1963–1965–1966– 1967–1969
- 1950–1951–1952–1953–1954–1956– 1957–1958–1959
- 1940–1941–1945–1946–1947–1949
- 1930–1931–1932–1933/1934 (Galicja)–1934–1935–1936–1939
- 1921–1922–1923–1924–1925–1926–1927–1928–1929
- 1910–1911–1912–1914–1915–1916–1917–1919
- 1901–1902–1905–1906–1908–1909
- Okoliczności szczególne, błędne interpretacje i wątpliwości

## lata 2020.

### 2026
1 stycznia 2026
- Branice (OP)
- Janów (ŚL) (prawa miejskie 1696–1870)
- Janów Podlaski (LB) (prawa miejskie 1465–1870, 1919–1940, 1944–1946)
- Małkinia Górna (MZ)
- Stanisławów (MZ) (prawa miejskie 1523–1870)
- Staroźreby (MZ)

### 2025
1 stycznia 2025
- Kazanów (MZ) (prawa miejskie 1566–1870)
- Kobylnica (PM)
- Końskowola (LB) (prawa miejskie 1532–1870)
- Kurów (LB) (prawa miejskie 1442–1870)
- Sobków (ŚW) (prawa miejskie 1563–1870)
- Wąwolnica (LB) (prawa miejskie 1346–1870)
- Zaniemyśl (WP) (prawa miejskie 1742–1934 i 1940–1948)

### 2024
1 stycznia 2024
- Białaczów (ŁD) (prawa miejskie 1456–1674 i 1787–1870)
- Bircza (PK) (prawa miejskie 1464–1784 i 1868–1934, miasteczko 1784–1868)
- Bobrowniki (KP) (prawa miejskie 1403–1870)
- Bogoria (ŚW) (prawa miejskie 1616–1870)
- Bolesławiec (ŁD) (prawa miejskie 1266–1870 i 1915–1919)
- Brody (LS) (prawa miejskie 1454–1945)
- Ciepielów (MZ) (prawa miejskie 1548–1870)
- Czemierniki (LB) (prawa miejskie 1509–1870)
- Dobre (MZ) (prawa miejskie 1530–1851) – stając się 1000. miastem Polski[12]
- Gąsawa (KP) (prawa miejskie 1372–1934)
- Gielniów (MZ) (prawa miejskie 1455–1870)
- Głowaczów (MZ) (prawa miejskie 1445–1870)
- Gowarczów (ŚW) (prawa miejskie 1430–1870)
- Grabów (ŁD) (prawa miejskie 1372–1690 i 1800–1870)
- Inowłódz (ŁD) (prawa miejskie 1350–1870)
- Jawornik Polski (PK) (prawa miejskie 1472–1784, miasteczko 1784–1934)
- Kiernozia (ŁD) (prawa miejskie 1523–1579 i 1784–1870)
- Kikół (KP) (prawa miejskie 1791–1870)
- Maciejowice (MZ) (prawa miejskie 1507–1870)
- Magnuszew (MZ) (prawa miejskie 1377–1870)
- Mieścisko (WP) (prawa miejskie 1474–1934)
- Odrzywół (MZ) (prawa miejskie 1418–1870)
- Osieck (MZ) (prawa miejskie 1558–1870)
- Osjaków (ŁD) (prawa miejskie 1446–1793)
- Parzęczew (ŁD) (prawa miejskie 1421–1870)
- Piszczac (LB) (prawa miejskie 1530–1870)
- Przyrów (ŚL) (prawa miejskie 1369–1870)
- Przytyk (MZ) (prawa miejskie 1333–1870)
- Rychtal (WP) (prawa miejskie 1294–1934)
- Siennica (MZ) (prawa miejskie 1526–1870)
- Sienno (MZ) (prawa miejskie 1421–1870)
- Strzeleczki (OP) (prawa miejskie 1327–1742)
- Turobin (LB) (prawa miejskie 1420–1870)
- Żarnów (ŁD) (prawa miejskie 1360–1577, 1655–1662 i 1786–1870)

### 2023
1 stycznia 2023
- Bodzanów (MZ) (prawa miejskie 1351–1870)
- Czarny Dunajec (MP) (prawa miasteczka 1879–1896, status miasta 1925–1934)
- Dąbrowice (ŁD) (prawa miejskie 1455–1870)
- Jadów (MZ) (prawa miejskie 1823–1870)
- Jastrząb (MZ) (prawa miejskie 1422–1870)
- Jeżów (ŁD) (prawa miejskie 1334–1870)
- Książ Wielki (MP) (prawa miejskie 1372–1870)
- Latowicz (MZ) (prawa miejskie 1423–1870)
- Łopuszno (ŚW)
- Miasteczko Krajeńskie (WP) (prawa miejskie 1457–1972)
- Miękinia (DŚ)
- Piekoszów (ŚW)
- Rozprza (ŁD) (prawa miejskie 1272–1870)
- Ujazd (ŁD) (prawa miejskie 1428–1870)
- Włodowice (ŚL) (prawa miejskie 1386–1870)

### 2022
1 stycznia 2022
- Bolimów (ŁD) (prawa miejskie 1370–1870)
- Cegłów (MZ) (prawa miejskie 1621–1870)
- Iwaniska (ŚW) (prawa miejskie 1403–1870)
- Izbica (LB) (prawa miejskie 1750–1870)
- Jedlnia-Letnisko (MZ)
- Kaczory (WP)
- Lutomiersk (ŁD) (prawa miejskie 1274–1870)
- Nowe Miasto (MZ) (prawa miejskie 1370–1870)
- Olsztyn (ŚL) (prawa miejskie 1488–1870)
- Pruszcz (KP)

### 2021
1 stycznia 2021
- Budzyń (WP) (prawa miejskie 1458–1934 i 1940–1945)
- Dubiecko (PK) (prawa miejskie 1407–1934)
- Goraj (LB) (prawa miejskie 1405–1870)
- Kamieniec Ząbkowicki (DŚ) (prawa miejskie 1945–1946)
- Kamionka (LB) (prawa miejskie 1469–1870)
- Koźminek (WP) (prawa miejskie 1369–1870)
- Sochocin (MZ) (prawa miejskie 1385–1870)
- Solec nad Wisłą (MZ) (prawa miejskie 1370–1870 i 1916–1919)
- Wiskitki (MZ) (prawa miejskie 1595–1870 i 1916–1919)
- Wodzisław (ŚW) (prawa miejskie 1366–1870)

### 2020
1 stycznia 2020 ()
- Chełmiec (MP) ([17][18][19][20])  – ostateczne wykreślenie z wydanego rozporządzenia
- Czerwińsk nad Wisłą[16] (MZ) (prawa miejskie 1373–1870)
- Klimontów[16] (ŚW) (prawa miejskie 1604–1870)
- Lututów[16] (ŁD) (prawa miejskie 1406–1720 i 1843–1870)
- Piątek[16] (ŁD) (prawa miejskie 1339–1870)

## lata 2010.

### 2019
1 stycznia 2019 ()
- Chełmiec (MP) ([17][18][19])  – drugie odroczenie wydanego rozporządzenia
- Koszyce[21] (MP) (prawa miejskie 1374–1870)
- Lubowidz[21] (MZ) (prawa miejskie 1446–1660)
- Nowa Słupia[21] (ŚW) (prawa miejskie 1351–1870)
- Nowy Korczyn[22] (ŚW) (prawa miejskie 1258–1870)
- Oleśnica[22] (ŚW) (prawa miejskie 1470–1870)
- Opatowiec[22] (ŚW) (prawa miejskie 1271–1870) – stając się najmniejszym miastem Polski
- Pacanów[22] (ŚW) (prawa miejskie 1265–1870)
- Pierzchnica[21] (ŚW) (prawa miejskie 1370–1870)
- Szydłów[21] (ŚW) (prawa miejskie 1329–1870)
- Wielbark[21] (WM) (prawa miejskie 1723–1946)

### 2018
1 stycznia 2018 ()
- Chełmiec (MP) ([18])  – pierwsze odroczenie wydanego rozporządzenia
- Józefów nad Wisłą (LB) (prawa miejskie 1687–1870)
- Łagów (ŚW) (prawa miejskie 1375–1870)
- Otyń (LS) (prawa miejskie 1325–1945)
- Radoszyce (ŚW) (prawa miejskie 1370–1870)
- Sanniki (MZ)
- Tułowice (OP)
- Wiślica (ŚW) (prawa miejskie 1326–1870) – stając się najmniejszym miastem Polski

### 2017
1 stycznia 2017
- Mielno (ZP)
- Morawica (ŚW)
- Opatówek (WP) (prawa miejskie 1338–1870)
- Rejowiec (LB) (prawa miejskie 1547–1870)

### 2016
1 stycznia 2016.
- Jaraczewo (WP) (prawa miejskie 1519–1934)
- Lubycza Królewska (LB) (prawa miejskie 1759–1787)
- Siedliszcze (LB) (prawa miejskie 1548–1821)
- Urzędów (LB) (prawa miejskie 1405–1870)

### 2015
1 stycznia 2015
- Chocz[25] (WP) (prawa miejskie XIV w.–1870)
- Stopnica[25] (ŚW) (prawa miejskie 1362–1870)

### 2014
1 stycznia 2014
- Dobrzyca[26] (WP) (prawa miejskie 1440–1934 i 1940–1945)
- Modliborzyce[26] (LB) (prawa miejskie 1642–1870)
- Mrozy[26] (MZ)
- Stepnica[26] (ZP)
- Zaklików[26] (PK) (prawa miejskie 1565–1870)

### 2011
1 stycznia 2011
- Czyżew[27] (PL) (prawa miejskie 1476–1870)
- Gościno[27] (ZP)
- Nowe Brzesko[27] (MP) (prawa miejskie 1279–1870)
- Pruchnik[27] (PK) (prawa miejskie/miasteczka 1370–1934)
- Wolbórz[27] (ŁD) (prawa miejskie 1273–1870)

### 2010
1 stycznia 2010
- Kołaczyce[28] (PK) (prawa miejskie 1354–1919)
- Łaszczów[28] (LB) (prawa miejskie 1549–1870)
- Przecław[28] (PK) (prawa miejskie 1471–1919)
- Radłów[28] (MP)
- Szepietowo[28] (PL)
- Tychowo[28] (ZP)

## lata 2000.

### 2009
1 stycznia 2009
- Bobowa[29] (MP) (prawa miejskie 1339–1934)
- Brzostek[29] (PK) (prawa miejskie 1367–1934)
- Krynki[29] (PL) (prawa miejskie 1509–1950)
- Michałowo[29] (PL) (prawa miejskie 1832–1875)
- Szczucin[29] (MP) (prawa miejskie 1780–1934)

### 2008
1 stycznia 2008
- Boguchwała[30] (PK) (prawa miejskie 1728–1772)

### 2007
1 stycznia 2007
- Daleszyce[31] (ŚW) (prawa miejskie 1569–1870)
- Wojnicz[31] (MP) (prawa miejskie 1278–1934)

### 2006
1 stycznia 2006
- Rzgów[32] (ŁD) (prawa miejskie 1467–1870)
- Zakliczyn[32] (MP) (prawa miejskie 1558–1934)

### 2005
1 stycznia 2005
- Olszyna[33] (DŚ)

### 2004
1 stycznia 2004
- Dziwnów[34] (ZP) (prawa miejskie ok. 1946–1947)
- Prószków[34] (OP) (prawa miejskie 1560–1915)

### 2003
1 stycznia 2003
- Tarczyn[35] (MZ) (prawa miejskie 1353–1870)

### 2001
1 stycznia 2001
- Halinów[36] (MZ)
- Koprzywnica[36] (ŚW) (prawa miejskie 1268–1870)
- Krzanowice[36] (ŚL) (prawa miejskie 1265–1874)
- Ryglice[36] (MP) (prawa miejskie 1781–1934)

### 2000
1 stycznia 2000
- Czchów[37] (MP) (prawa miejskie przed 1333 do 1934)
- Kosów Lacki[37] (MZ) (prawa miejskie 1723–1870)
- Nekla[37] (WP) (prawa miejskie 1725–1793)
- Prusice[37] (DŚ) (prawa miejskie 1287–1951)
- Tyszowce[37] (LB) (prawa miejskie przed 1419 do 1870)

## lata 1990.

### 1998
1 stycznia 1998
- Ciężkowice[38] (MP) (prawa miejskie 1348–1934)
- Miłakowo[38] (WM) (prawa miejskie 1323–1945)
- Miłomłyn[38] (WM) (prawa miejskie 1335–1945)
- Piotrków Kujawski[38] (KP) (prawa miejskie 1738–1870)
- Radzionków[39] (ŚL) (prawa miejskie 1951–1975; 1975–1997 dzielnica Bytomia)

### 1997
1 stycznia 1997
- Pasym[40] (WM) (prawa miejskie 1386–1946)
- Radlin[41] (ŚL) (prawa miejskie 1954–1975; 1975–1996 dzielnica Wodzisławia Śląskiego)
- Siechnice[40] (DŚ)
- Skępe[40] (KP) (prawa miejskie 1445–1870)
- Suchowola[40] (PL) (prawa miejskie 1777–1950)
- Świątniki Górne[40] (MP)

### 1996
1 stycznia 1996
- Annopol[42] (LB) (prawa miejskie 1761–1870)
- Małogoszcz[42] (ŚW) (prawa miejskie przed 1342 do 1870)
- Narol[42] (PK) (prawa miejskie 1592–1880)
- Sośnicowice[42] (ŚL) (prawa miejskie 1506–1945)

### 1994
31 grudnia 1994
- Bodzentyn[43] (ŚW) (prawa miejskie 1413–1870)
- Imielin[44] (ŚL) (prawa miejskie 1967–1975; 1975–1977 dzielnica Tychów, 1977–1994 dzielnica Mysłowic)
- Krasnobród[43] (LB) (prawa miejskie 1576–1870)
- Lubniewice[43] (LS) (prawa miejskie 1808–1945)
- Miasteczko Śląskie[44] (ŚL) (prawa miejskie 1561-XIX wiek, 1866–1946 i 1963–1975; 1975–1994 dzielnica Tarnowskich Gór)
- Nowy Wiśnicz[43] (MP) (prawa miejskie 1616–1934)
- Pszów[44] (ŚL) (prawa miejskie 1954–1975; 1975–1994 dzielnica Wodzisławia Śląskiego)

1 lipca 1994
- Drobin[45] (MZ) (prawa miejskie 1351–1870)
- Osiek[45] (ŚW) (prawa miejskie 1430–1870)

1 stycznia 1994
- Bieżuń[46] (MZ) (prawa miejskie 1406–1870)
- Działoszyn[46] (ŁD) (prawa miejskie przed 1412 do 1870)
- Kamieńsk[46] (ŁD) (prawa miejskie 1374–1870)
- Pilica[46] (ŚL) (prawa miejskie przed 1394 do 1870)
- Torzym[46] (LS) (prawa miejskie ok. 1375 do 1945)
- Wąchock[46] (ŚW) (prawa miejskie 1454–1870)

### 1993
2 października 1993
- Alwernia[47] (MP) (prawa miejskie 1778–1784, 1808–1868, 1879–1896)
- Borne Sulinowo[47] (ZP)
- Frampol[47] (LB) (prawa miejskie 1736–1870)
- Glinojeck[47] (MZ)
- Kleszczele[47] (PL) (prawa miejskie od XVI w. do 1950)

13 sierpnia 1993
- Korfantów[48] (OP) (prawa miejskie 1335–1742, 1866–1945)
- Myszyniec[48] (MZ) (prawa miejskie 1791–1870)
- Piaski[48] (LB) (prawa miejskie przed 1456 do 1870)
- Tykocin[48] (PL) (prawa miejskie 1425–1950)

1 stycznia 1993
- Czarna Woda[49] (PM)

### 1992
1 stycznia 1992
- Rydułtowy[50] (ŚL) (prawa miejskie 1951–1975; 1975–1991 dzielnica Wodzisławia Śląskiego)
- Wojkowice[50] (ŚL) (prawa miejskie 1962–1977; 1977–1991 dzielnica Będzina)

### 1991
2 kwietnia 1991
- Bieruń[51] (ŚL) (prawa miejskie 1387–1743 i 1865–1975; 1975–1991 dzielnica Tychów)
- Krynica Morska[51] (PM)
- Lędziny[51] (ŚL) (prawa miejskie 1966–1975; 1975–1991 dzielnica Tychów)

### 1990
1 stycznia 1990
- Golczewo[52] (ZP)
- Kunów[53] (ŚW) (prawa miejskie 1365–1870)
- Obrzycko[54] (WP) (prawa miejskie 1638–1934)
- Sędziszów[55] (ŚW)
- Zwierzyniec[56] (LB)

## lata 1980.

### 1989
1 stycznia 1989
- Łomianki[57] (MZ)
- Oleszyce[58] (PK) (prawa miejskie od ok. 1576 do 1794)
- Żukowo[59] (PM)

### 1988
1 stycznia 1988
- Brusy[60] (PM)
- Józefów[61] (LB) (prawa miejskie 1725–1870)
- Nowogród Bobrzański[62] (LS) (utworzone z połączenia wsi Nowogród Bobrzański (prawa miejskie 1238–1945) i Krzystkowice (prawa miejskie 1659–1945))
- Ożarów[63] (ŚW) (prawa miejskie 1569–1870)

### 1987
1 stycznia 1987
- Drzewica[64] (ŁD) (prawa miejskie 1429–1870)
- Jelcz-Laskowice[65] (DŚ) (utworzone z połączenia wsi Jelcz i Laskowice Oławskie)
- Skała[66] (MP) (prawa miejskie 1267–1870)
- Tarnogród[67] (LB) (prawa miejskie 1567–1870)
- Zalewo[68] (WM) (prawa miejskie 1305–1945)

### 1986
1 stycznia 1986
- Kisielice[69] (WM) (prawa miejskie 1293–1946)

### 1984
15 marca 1984
- Międzyzdroje[70] (ZP) (prawa miejskie 1945–1973; 1973–1984 dzielnica Świnoujścia)
- Sławków[70] (ŚL) (prawa miejskie 1286–1870 i 1958–1977; 1977–1984 dzielnica Dąbrowy Górniczej)

1 stycznia 1984
- Młynary[71] (WM) (prawa miejskie od XIV w. do 1945)
- Pilawa[71] (MZ)
- Świerzawa[71] (DŚ) (prawa miejskie 1295–1945)
- Wąsosz[71] (DŚ) (prawa miejskie ok. 1250–1945)

### 1983
1 października 1983
- Lipsk[71] (PL) (prawa miejskie 1580–1870)

### 1982
1 października 1982
- Poręba[72] (ŚL) (prawa miejskie 1973–1975; 1975–1982 dzielnica Zawiercia)

### 1980
1 stycznia 1980
- Połaniec[73] (ŚW) (prawa miejskie 1264–1870)

## lata 1970.

### 1977
1 lutego 1977
- Zagórz[74] (PK) (1960–1972 status osiedla; 1972–1977 w obrębie Sanoka)

### 1973
9 grudnia 1973
- Sulmierzyce[75] (WP) (prawa miejskie 1457–1972[76], przywrócone po zaledwie 11 miesiącach)

1 stycznia 1973
- Iwonicz-Zdrój[76] (PK)
- Izbica Kujawska[76] (KP) (prawa miejskie 1394–1870)
- Jastarnia[76] (PM)
- Jeleń[76] (ŚL) (od 1977 dzielnica Jaworzna)
- Kłodnica[76] (OP) (w 1975 połączona z Kędzierzynem, Koźlem i Sławięcicami utworzyła Kędzierzyn-Koźle)
- Kolonowskie[76] (OP)
- Nowa Sarzyna[76] (PK)
- Ogrodzieniec[76] (ŚL) (prawa miejskie 1386–1870)
- Pieniężno[76] (WM) (prawa miejskie 1295–1945)
- Poręba (ŚL)[76] (w 1975–1982 dzielnica Zawiercia)
- Sępopol[76] (WM) (prawa miejskie 1351–1945)
- Sławięcice[76] (OP) (prawa miejskie 1228–1260; w 1975 połączone z Kędzierzynem, Koźlem i Kłodnicą utworzyły Kędzierzyn-Koźle)
- Sompolno[76][77] (WP) (prawa miejskie 1477–1870)
- Szczyrk[76] (ŚL)
- Szczytna[76] (DŚ)
- Wojcieszów[76] (DŚ)

## lata 1960.

### 1969
1 stycznia 1969
- Bardo[78] (DŚ) (prawa miejskie ok. 1300–1945)
- Chełmek[79] (MP)
- Czerwieńsk (LS)[80] (prawa miejskie 1690–1945)
- Kobyłka[81] (MZ)
- Konstancin-Jeziorna[81] (MZ) miasto powstało z połączenia miast Skolimów-Konstancin (prawa miejskie 1952) i Jeziorna (prawa miejskie 1962)
- Kunice Żarskie[80] (LS) (od 1973 dzielnica Żar)
- Libiąż[79] (MP) (utworzone jako miasto Libiąż Mały z jednoczesną zmianą nazwy na Libiąż)
- Łagisza[81] (ŚL) (od 1973 dzielnica Będzina)
- Łaskarzew[81] (MZ) (prawa miejskie 1418–1870)
- Łęknica[80] (LS)
- Łochów[81] (MZ)
- Małomice[80] (LS)
- Podkowa Leśna[81] (MZ)
- Sułkowice[79] (MP)
- Wesoła[81] (MZ) (od 2002 dzielnica Warszawy)
- Zawidów[78] (DŚ) (prawa miejskie 1396–1945)

### 1967
1 stycznia 1967
- Blachownia[82] (ŚL)
- Chodaków[82] (MZ) (od 1977 dzielnica Sochaczewa)
- Chwałowice[82] (ŚL) (od 1973 dzielnica Rybnika)
- Gogolin[82] (OP)
- Gozdnica[82] (LS) (prawa miejskie 1315–1439 i 1554–1842)
- Imielin[82] (ŚL) (w 1975–1977 dzielnica Tychów, 1977–1994 dzielnica Mysłowic)
- Jedlicze[82] (PK) (prawa miejskie 1768–1870)
- Jedlina-Zdrój[82] (DŚ)
- Kazimierz Górniczy[82] (ŚL) (utworzony z osiedli Kazimierz i Ostrowy Górnicze; od 1975 dzielnica Sosnowca)
- Kępice[82] (PM)
- Klimontów[82] (ŚL) (od 1975 dzielnica Sosnowca)
- Kostuchna[82] (ŚL) (od 1975 dzielnica Katowic; wcześniej w obrębie Katowic 1951–1954)
- Kuźnia Raciborska[82] (ŚL)
- Łazy[82] (ŚL)
- Marki[82] (MZ)
- Murcki[82] (ŚL) (od 1975 dzielnica Katowic)
- Ożarów Mazowiecki[82] (MZ) (z osiedla Ożarów-Franciszków przemianowanego na Ożarów Mazowiecki)
- Piechowice[82] (DŚ)
- Polkowice[83] (DŚ) (prawa miejskie 1291–1945)
- Porąbka[82] (ŚL) (w 1973–1975 dzielnica Kazimierza Górniczego, od 1975 dzielnica Sosnowca)
- Reda[82] (PM)
- Słupiec[82] (DŚ) (od 1973 dzielnica Nowej Rudy)
- Stąporków[82] (ŚW)
- Stronie Śląskie[82] (DŚ)
- Strzybnica[82] (ŚL) (od 1975 dzielnica Tarnowskich Gór)
- Tłuszcz[82] (MZ)
- Węgliniec[82] (DŚ)
- Zagórze[82] (ŚL) (od 1975 dzielnica Sosnowca)
- Ząbki[82] (MZ)

### 1966
1 stycznia 1966
- Lędziny[84] (ŚL) (w 1975–1991 dzielnica Tychów)
- Ruciane-Nida[84] (WM) (z osiedla Ruciane)

### 1965
1 stycznia 1965
- Dąbrowa Białostocka[85] (PL) (prawa miejskie 1775–1950)
- Mońki[85] (PL)

### 1963
30 czerwca 1963
- Hel (PM)[86] (prawa miejskie 1378–1872)
- Jastrzębie-Zdrój[86] (ŚL)
- Miasteczko Śląskie[86] (ŚL) (prawa miejskie 1561-XIX wiek, 1866–1946 i 1963–1975; 1975–1994 dzielnica Tarnowskich Gór)
- Nałęczów[87] (LB)
- Władysławowo[86] (PM)

### 1962
18 lipca 1962
- Boguszowice[88] (ŚL) (od 1975 dzielnica Rybnika)
- Brzeszcze[88] (MP)
- Brzozowice-Kamień[88] (ŚL) (utworzone z osiedli Brzozowice i Kamień; od 1973 dzielnica Brzezin Śląskich, od 1975 dzielnica Piekar Śląskich)
- Bukowno[88] (MP) (z osiedla Bukowno-Osiedle przemianowanego na Bukowno)
- Czarna Białostocka[88] (PL) (z osiedla Czarna Wieś przemianowanego na Czarna Białostocka)
- Czerwionka[88] (ŚL) (w 1975 włączona do Leszczyn, w 1992 zmiana nazwy miasta na Czerwionkę-Leszczyny)
- Ćmielów[88] (ŚW) (prawa miejskie 1505–1870)
- Głuszyca[88] (DŚ)
- Gorce[88] (DŚ) (w 1973 włączone z Kuźnicami Świdnickimi do Boguszowa (prawa miejskie 1499) przemianowanego na Boguszów-Gorce)
- Iłowa (LS)[88] (prawa miejskie od 1679 do XIX w.)
- Jabłonowo[88] (KP) (1940–1945 prawa miejskie pod okupacją[89]; obecnie Jabłonowo Pomorskie)
- Janikowo[88] (KP)
- Jeziorna[88] (MZ) (w 1969 połączona ze Skolimowem-Konstancinem (prawa miejskie 1952) utworzyła miasto Konstancin-Jeziorna)
- Józefów[88] (MZ)
- Korsze[88] (WM)
- Leszczyny[88] (ŚL) (w 1975 połączone z Czerwionką zachowując jednak nazwę Leszczyny, w 1992 miasto przemianowane na Czerwionkę-Leszczyny)
- Leśna[88] (DŚ) (prawa miejskie 1319–1945)
- Nowe Skalmierzyce[88] (WP) (z osiedla Skalmierzyce Nowe przemianowanego na Nowe Skalmierzyce)
- Orzesze[88] (ŚL)
- Ozimek[88] (OP)
- Pieńsk[88] (DŚ)
- Pieszyce[88] (DŚ)
- Piława Górna[88] (DŚ)
- Poniatowa[88] (LB)
- Puszczykowo[88] (WP)
- Rejowiec Fabryczny[88] (LB)
- Siewierz[88] (ŚL) (prawa miejskie od XIII w. do 1870)
- Sobieszów[88] (DŚ) (od 1976 dzielnica Jeleniej Góry)
- Suchedniów[88] (ŚW)
- Sulejówek[88] (MZ)
- Szczawnica[88] (MP)
- Wesoła[88] (ŚL) (od 1975 dzielnica Mysłowic)
- Wojkowice[88] (ŚL) (z osiedla Wojkowice Komorne przemianowanego na Wojkowice; w 1977–1991 dzielnica Będzina)
- Zawadzkie[88] (OP)
- Ząbkowice[88] (ŚL) (od 1977 dzielnica Dąbrowy Górniczej)
- Zdzieszowice[88] (OP)

1 lipca 1962
- Wisła[90] (ŚL)

### 1961
31 grudnia 1961
- Nowa Dęba[91] (PK)

### 1960
31 grudnia 1960
- Zielonka[92] (MZ)

## lata 1950.

### 1959
31 grudnia 1959
- Karczew[93] (MZ) (prawa miejskie 1548–1870)
- Karpacz[94] (DŚ)
- Szklarska Poręba[94] (DŚ)

1 stycznia 1959
- Frombork[95] (WM) (prawa miejskie 1310–1945)
- Kazimierza Wielka[96] (ŚW)
- Przemków[96] (DŚ) (prawa miejskie 1305–1945)
- Ruda Śląska[97] (ŚL) (miasto powstało z połączenia miast Ruda (prawa miejskie 1939) i Nowy Bytom (prawa miejskie 1939))

### 1958
1 stycznia 1958
- Białobrzegi[98] (MZ) (prawa miejskie 1540–1870)
- Bełżyce[99] (LB) (prawa miejskie 1417–1870)
- Bobolice[100] (ZP) (prawa miejskie 1340–1945)
- Bychawa[99] (LB) (prawa miejskie 1537–1870)
- Lipsko[98] (MZ) (prawa miejskie 1614–1870)
- Pajęczno[98] (ŁD) (prawa miejskie 1276–1870)
- Przysucha[98] (MZ) (prawa miejskie 1710–1870)
- Sławków[101] (ŚL) (w 1977–1984 dzielnica Dąbrowy Górniczej)
- Ulanów[102] (PK) (prawa miejskie 1616–1934)

### 1957
31 stycznia 1957
- Zelów[103] (ŁD)

1 stycznia 1957
- Opole Lubelskie[104] (LB) (prawa miejskie 1450–1870)
- Ryki[105] (LB) (prawa miejskie 1782–1810)

### 1956
31 grudnia 1956
- Ustroń[106] (ŚL)

### 1954
13 listopada 1954
- Brzeg Dolny[107] (DŚ) (prawa miejskie 1663–1945)
- Dęblin[107] (LB)
- Jaworzyna Śląska[107] (DŚ)
- Luboń[107] (WP) [utworzone z gromady Luboń (= Luboń, Żabikowo i Lasek)]
- Niedobczyce[107] (ŚL) (od 1975 dzielnica Rybnika)
- Pionki[107] (MZ)
- Pszów[107] (ŚL) (w 1975–1994 dzielnica Wodzisławia Śląskiego)
- Radlin[107] (ŚL) (w 1975–1996 dzielnica Wodzisławia Śląskiego)
- Rumia[107] (PM)
- Strzemieszyce Wielkie[107] (ŚL) (od 1975 dzielnica Dąbrowy Górniczej)
- Świdnik[107] (LB) (utworzone z gromady Adampol, przemianowanej równocześnie na Świdnik)
- Żarów[107] (DŚ)

1 stycznia 1954
- Kraśnik Fabryczny[108] (LB) (utworzone z osiedla Dąbrowa Bór, wyłączonego z Kraśnika; od 1975 dzielnica Kraśnika)
- Łabędy[109] (ŚL) (od 1964 dzielnica Gliwic)

### 1953
21 września 1953
- Rabka[110] (MP) (od 1999 Rabka-Zdrój[111])

### 1952
1 lipca 1952
- Czechowice[112] (MZ) (od 1954 Ursus; od 1977 dzielnica Warszawy)
- Legionowo[112] (MZ)
- Mszana Dolna[113] (MP) (utworzone z gminy Mszana Dolna I; prawa miejskie od 1346 do XVI wieku)
- Piastów[112] (MZ)
- Skolimów-Konstancin[112] (MZ) (utworzony w wyniku przekształcenia gminy wiejskiej Skolimów-Konstancin w gminę miejską; w 1969 połączony z Jeziorną w nowe miasto Konstancin-Jeziorna)

### 1951
8 sierpnia 1951
- Brzeziny Śląskie[114] (ŚL) (od 1975 dzielnica Piekar Śląskich)
- Grodziec[114] (ŚL) (od 1975 dzielnica Będzina)
- Radzionków[114] (ŚL) (w 1975–1997 dzielnica Bytomia)

15 maja 1951
- Golub-Dobrzyń[115] (KP) (powstał z połączenia miast Golub (prawa miejskie ok. 1300) i Dobrzyń nad Drwęcą (prawa miejskie 1789–1870 i od 1919))

12 marca 1951
- Kędzierzyn[116] (OP) (w 1975 do Kędzierzyna włączono Koźle, Kłodnicę i Sławięcice, a następnie przemianowano na Kędzierzyn-Koźle)

1 stycznia 1951
- Bielsko-Biała[117] (ŚL) (powstała z połączenia miast Bielsko (prawa miejskie w XIII wieku) i Biała Krakowska (prawa miejskie 1723); w latach 1941–1945 Biała Krakowska była częścią miasta Bielska)
- Czechowice[118] (ŚL) (w 1958 zmiana nazwy na Czechowice-Dziedzice[119])
- Hajnówka[120] (PL)
- Kalety[120] (ŚL)
- Knurów[120] (ŚL)
- Łaziska Górne[120] (ŚL)
- Milanówek[120] (MZ)
- Rydułtowy[120] (ŚL) (w 1975–1991 dzielnica Wodzisławia Śląskiego)
- Tychy[120] (ŚL)

### 1950
1 stycznia 1950
- Brwinów[121] (MZ)
- Koziegłowy[122] (ŚL) (prawa miejskie 1472–1870)
- Myszków[123] (ŚL)

## lata 1940.

### 1949
1 lipca 1949
- Żarki[124] (ŚL) (prawa miejskie 1382–1870)

28 kwietnia 1949
- Koluszki[125] (ŁD) (utworzone z gromady Koluszki-Kolonia z równoczesną zmianą nazwy na Koluszki)

4 kwietnia 1949
- Wirek[126] (ŚL) (w 1951 włączony do Nowego Bytomia, a w 1959 wraz z nim do Rudy Śląskiej)

### 1947
1 stycznia 1947
- Nowy Bytom[127] (ŚL) (formalne nadanie ustroju miejskiego, do którego nie doszło w 1940 ze względu na wybuch II wojny światowej; w 1959 połączony z Rudą utworzył miasto Ruda Śląska)
- Piekary Śląskie[127] (ŚL) (formalne nadanie ustroju miejskiego, do którego nie doszło w 1940 ze względu na wybuch II wojny światowej)
- Ruda[127] (ŚL) (formalne nadanie ustroju miejskiego, do którego nie doszło w 1940 ze względu na wybuch II wojny światowej; w 1959 połączona z Nowym Bytomiem utworzyła miasto Ruda Śląska)
- Szopienice[127] (ŚL) (formalne nadanie ustroju miejskiego, do którego nie doszło w 1940 ze względu na wybuch II wojny światowej; od 1959 dzielnica Katowic)
- Świętochłowice[127] (ŚL) (formalne nadanie ustroju miejskiego, do którego nie doszło w 1940 ze względu na wybuch II wojny światowej)

### 1946
1 października 1946
- Police[128] (ZP) (prawa miejskie 1260–1939, od 30 listopada 1939 dzielnica Szczecina)

1 kwietnia 1946
- Dynów[129] (PK)

### 1945

#### Osiedla przemysłowe
- Biały Kamień[130] (DŚ) (w 1951 włączony do Wałbrzycha)
- Cybinka[131] (LS)
- Kamieniec Ząbkowicki[132][133] (DS) (utrata praw miejskich w 1946; 1958-72 osiedle, 1973-2020 wieś gminna, od 2021 miasto)
- Rychwałd[131] (DŚ) (14 marca 1947 zmiana nazwy na Bogatynia)
- Sobięcin[130] (DŚ) (w 1951 włączony do Wałbrzycha i Boguszowa)
- Zbąszynek[131] (LS)

5 lipca 1945
- Wydminy[134] (WM) (27 września 1945 prawa miejskie odebrane[134])

1 kwietnia 1945
- Stalowa Wola[135] (PK)

#### Porty morskie
- Dziwnów[136] (ZP) (utrata praw miejskich przed 1 IV 1948, od 2004 znów miasto)
- Międzyzdroje[131] (ZP) (w 1973–1984 dzielnica Świnoujścia)
- Ustka[137] (PM)

#### Kurorty
23 września 1945
- Oborniki Śląskie[131][138] (DŚ)

1 lipca 1945
- Kudowa-Zdrój[139] (DŚ)
- Polanica-Zdrój[139] (DŚ)
- Szczawno-Zdrój[139] (DŚ)
- Świeradów-Zdrój[131] (DŚ)

#### Ekskorporacje
- Pruszcz Gdański[140] (PM)

Do kategorii tej, choć z innych powodów, należą także miasta Dąbie i Podjuchy (patrz niżej) oraz miasto Police (dopiero w 1946 roku)

#### Miasta utworzone z powodu przerwanych ciągów komunikacyjnych
- Dąbie[141] (ZP) (prawa miejskie 1260–1816 i 1826–1939; 1939–1945 i od 1948 dzielnica Szczecina)
- Podjuchy[142][143][144][145] (ZP) (1939–1945 i od 1948 dzielnica Szczecina)

W 1939 roku Dąbie i Podjuchy, podobnie jak większość prawobrzeżnych osiedli, zostało włączone w granice tzw. Wielkiego Szczecina. W 1945 z powodu ciężkich walk o prawobrzeże Szczecina, zabudowa doznała dużych zniszczeń. Zniszczono także mosty kolejowe i drogowe na Odrze Zachodniej i Regalicy, co łączyło się z odcięciem Prawobrzeża od centrum Szczecina. W związku z tym stworzył się logistyczny przymus przyłączenia Podjuch i Dąbia do ówczesnego powiatu gryfińskiego i co za tym idzie nadania im statusu samodzielnych miast. Ożywienie obu miast nastąpiło po odbudowaniu mostów co zakończyło się ich przyłączeniem w 1948 do Szczecina.

#### Miasta przedzielone granicą państwową
- Barść[147] (LS) (konstrukt efemeryczny[148], zniesiony w 1946)
- Gubin[131][149] (LS)
- Przybrzeg[150] (LS) (konstrukt efemeryczny[151], szybko zlikwidowany)
- Słubice[131][152] (LS)
- Zgorzelec[131][153] (DŚ)

Nowo powstała sytuacja geopolityczna spowodowała przedzielenie linią Odry i Nysy Łużyckiej ośmiu miast. W siedmiu przypadkach centra (starówki) miast znalazły się po stronie niemieckiej. Jedynie w przypadku Kostrzyna teren centrum przypadł Polsce (mimo że zostało ono niemal w 100% zburzone), co można potraktować za formalnoprawną kontynuację historycznego miasta. W trzech przypadkach (Görlitz, Gubina i Frankfurtu nad Odrą) dostatecznie duże części miast przypadły Polsce aby utworzyć z nich nowe miasta (odpowiednio: Zgorzelec, Gubin i Słubice); w przypadku Gubina była to nawet część (przed wojną) ludniejsza. Ponadto dwóm innym prawobrzeżnym częściom (miast Forst i Fürstenberg an der Oder) nadano prawa miejskie (odpowiednio: Barść i Przybrzeg), lecz okazały się one tworami efemerycznymi, szybko zniesionymi. Prawobrzeżne części Żytawy i Mużakowa przekształcono we wsie Porajów i Łęknica (początkowo Lubanica); tej drugiej nadano prawa miejskie dopiero w 1969 roku.
| Miasto przedwojenne     | Część niemiecka po wojnie         | Postępowanie (część niemiecka)       | Część polska po wojnie                                     | Postępowanie (część polska) |
| ----------------------- | --------------------------------- | ------------------------------------ | ---------------------------------------------------------- | --- |
| Forst                   | Forst (centrum)                   | Utrzymanie przy prawach miejskich    | Forst-Berge / Forst-Scheuno                                | Nadanie praw miejskich 1945 jako Barść (miasto szybko zniesione, przekształcone w wieś Zasieki z przysiółkiem Skórzno + wieś Brożek) |
| Frankfurt an der Oder   | Frankfurt an der Oder (centrum)   | Utrzymanie przy prawach miejskich    | Frankfurt-Dammvorstadt                                     | Nadanie praw miejskich 1945 jako Słubice                                                                                             |
| Fürstenberg an der Oder | Fürstenberg an der Oder (centrum) | Utrzymanie przy prawach miejskich    | prawobrzeżne (dziś nieistniejące) zabudowania koło Kłopotu | Nadanie praw miejskich 1945 jako Przybrzeg, miasto szybko zniesione                                                                  |
| Küstrin                 | Küstrin-Kietz                     | Przekształcenie w wieś Küstrin-Kietz | Küstrin (centrum)                                          | Utrzymanie przy prawach miejskich jako Kostrzyn                                                                                      |
| Görlitz                 | Görlitz (centrum)                 | Utrzymanie przy prawach miejskich    | Görlitz-Oststadt                                           | Nadanie praw miejskich 1945 jako Zgorzelec                                                                                           |
| Guben                   | Guben (centrum)                   | Utrzymanie przy prawach miejskich    | Guben (ludniejsza część)                                   | Nadanie praw miejskich jako Gubin |
| Muskau                  | Muskau (centrum)                  | Utrzymanie przy prawach miejskich    | Muskau-Lugknitz                                            | Przekształcenie w wieś Lubanica (od 1947 Łęknica)                                                                                    |
| Zittau                  | Zittau (centrum)                  | Utrzymanie przy prawach miejskich    | Zittau-Großporitsch                                        | Przekształcenie w wieś Porajów |

### 1944
22 sierpnia 1944
Dekret PKWN z 21 sierpnia 1944 r. o trybie powoływania władz administracji ogólnej zakładał, że wszelkie zmiany w podziale administracyjnym wprowadzone przez okupanta winne zostać uchylone. Opublikowanie dekretu wprowadziło jednak szereg niejasności w odniesieniu do miast utworzonych bądź zniesionych podczas wojny przez Niemców, co do których stan faktyczny nie zgadzał się ze stanem prawnym aż do lat 1950:
| Miasto                       | Zmiana wprowadzona przez okupanta | Reakcja PRL natychmiastowa (1944/45) | Reakcja PRL odroczona                                  |
| ---------------------------- | --------------------------------- | ------------------------------------ | ------------------------------------------------------ |
| Bełz                         | zniesienie 1939                   | Usankcjonowanie                      | (przekazany ZSRR 1951)                                 |
| Biała Krakowska              | połączenie z Bielskiem 1941       | Uchylenie                            | Usankcjonowanie 1951                                   |
| Bielsko                      | połączenie z Białą Krakowską 1941 | Uchylenie                            | Usankcjonowanie 1951                                   |
| Bielsko-Biała (jako Bielsko) | utworzenie 1941                   | Uchylenie                            | Usankcjonowanie 1951                                   |
| Brańsk                       | zniesienie 1944                   | Uchylenie                            |                                                        |
| Brwinów                      | utworzenie 1940                   | Uchylenie                            | Usankcjonowanie 1950                                   |
| Budzyń                       | utworzenie 1940                   | Uchylenie                            | (prawa miejskie ponownie w 2021)                       |
| Dąbrowa Grodzieńska          | zniesienie 1944                   | Uchylenie                            | Usankcjonowanie 1951                                   |
| Dobrzyca                     | utworzenie 1940                   | Uchylenie                            | (prawa miejskie ponownie w 2014)                       |
| Dobrzyń nad Drwęcą           | połączenie z Golubiem 1940        | Uchylenie                            | Usankcjonowanie 1951                                   |
| Drohiczyn                    | zniesienie 1944                   | Uchylenie                            |                                                        |
| Dubienka                     | zniesienie 1939                   | Usankcjonowanie                      |                                                        |
| Golub                        | połączenie z Dobrzyniem 1940      | Uchylenie                            | Usankcjonowanie 1951                                   |
| Golub-Dobrzyń                | utworzenie 1940                   | Uchylenie                            | Usankcjonowanie 1951                                   |
| Hajnówka                     | utworzenie 1944                   | Uchylenie                            | Usankcjonowanie 1951                                   |
| Jabłonowo                    | utworzenie 1941                   | Uchylenie                            | Usankcjonowanie 1962                                   |
| Janów Podlaski               | zniesienie 1940                   | Usankcjonowanie                      | (prawa miejskie ponownie w 2026)                       |
| Kleszczele                   | zniesienie 1941                   | Uchylenie                            | Usankcjonowanie 1951 (prawa miejskie ponownie w 1993)  |
| Koluszki                     | utworzenie 1940                   | Uchylenie                            | Usankcjonowanie 1949                                   |
| Krynki                       | zniesienie 1944                   | Uchylenie                            | Usankcjonowanie 1951 (prawa miejskie ponownie w 2009)  |
| Milanówek                    | utworzenie 1940                   | Uchylenie                            | Usankcjonowanie 1951                                   |
| Piaski                       | utworzenie 1940                   | Uchylenie                            |                                                        |
| Ruda Pabianicka              | zniesienie 1940                   | Uchylenie                            | Usankcjonowanie 1946                                   |
| Siemiatycze                  | zniesienie 1944                   | Uchylenie                            |                                                        |
| Sokoły                       | zniesienie 1944                   | Uchylenie                            | Usankcjonowanie 1951                                   |
| Suchowola                    | zniesienie 1944                   | Uchylenie                            | Usankcjonowanie 1951 (prawa miejskie ponownie w 1997)  |
| Terespol                     | zniesienie 1940                   | Uchylenie                            |                                                        |
| Tychy                        | utworzenie 1940                   | Uchylenie                            | Usankcjonowanie 1951                                   |
| Tykocin                      | zniesienie 1944                   | Uchylenie                            | Usankcjonowanie 1951 (prawa miejskie ponownie w 1993)  |
| Uhnów                        | zniesienie 1941                   | Usankcjonowanie                      | (przekazany ZSRR 1951)                                 |
| Ulanów                       | utworzenie 1941                   | Uchylenie                            | Usankcjonowanie 1958                                   |
| Ustrzyki Dolne               | zniesienie 1941                   | Uchylenie                            | (zabrane przez ZSRR 1939, zwrócone jako miasto w 1951) |
| Władysławów                  | utworzenie 1940                   | Uchylenie                            |                                                        |
| Zaniemyśl                    | utworzenie 1940                   | Usankcjonowanie                      | Uchylenie 1948 (prawa miejskie ponownie w 2025)        |

Generalne Gubernatorstwo
Władze hitlerowskie zniosły w sumie 51 miast na terenie Generalnego Gubernatorstwa (GG), które – jako wsie – powłączano do istniejących lub nowo utworzonych gmin wiejskich.
Cztery z nich (w dystrykcie lubelskim) zniesiono już na początku okupacji (1939/40).
- Bełz, Dubienka, Janów Podlaski i Terespol;

Pozostałe 46 znajdowały się na terenie Galicji, włączonej do GG w czerwcu 1941 po przejęciu władzy przez Niemców nad terenami okupowanymi od 1939 przez ZSRR. Weszły one 7 sierpnia 1941 w skład dystryktu Galicja, po czym jedynie Ustrzyki Dolne dołączono 15 listopada 1941 do dystryktu krakowskiego.
- Barysz, Bohorodczany, Bołszowce, Bóbrka, Budzanów, Bursztyn, Busk, Chorostków, Gliniany, Grzymałów, Husiatyn, Janów Lwowski, Jaryczów Nowy, Jaworów, Kamionka Strumiłowa, Komarno, Krakowiec, Kulików, Kuty, Łopatyn, Mielnica Podolska, Mikołajów, Mikulińce, Mosty Wielkie, Mościska, Niemirów Lwowski, Olesko, Otynia, Peczeniżyn, Podwołoczyska, Pomorzany, Radziechów, Rozdół, Rożniatów, Rudki, Sasów, Sądowa Wisznia, Skała Podolska, Sokal, Stary Sambor, Szczerzec, Tłuste, Uhnów, Ustrzyki Dolne, Winniki, Załoźce i Żurawno

Ponadto hitlerowcy utworzyli 4 miasta: Brwinów, Koluszki, Milanówek i Ulanów.
Bezirk Bialystok
Również na obszarze Bezirk Bialystok doszło także do serii zniesień miast: Według stanu z 31 lipca 1944 pozbawiono statusu miasta następujące miejscowości, włączając je do gmin wiejskich:
- Brańsk, Drohiczyn, Kamieniec Litewski, Kleszczele, Siemiatycze i Wysokie Litewskie

Ponadto utworzono miasto Hajnówka
Kraj Warty
Na obszarze Kraju Warty władze hitlerowskie 1 kwietnia 1940 reaktywowały 4 miasta:
- Budzyń, Dobrzyca, Piaski i Władysławów[162], wszystkie zniesione w 1934 roku[163] i już nie reaktywowane po wojnie (Dobrzyca otrzymała prawa miejskie ponownie dopiero w 2014 roku, a Budzyń w 2021).

Zniesiono natomiast miasto Ruda Pabianicka, włączając je w 1940 do Łodzi
Górny Śląsk
Na obszarze prowincji Górny Śląsk władze okupacyjne:
1 lipca 1944
- Frysztat, Karwina (Republika Czeska, KMŚ) – rozporządzeniem z 14 stycznia 1944 roku zniosły gminy miejskie Frysztat (niem. Freistadt) i Karwina (niem. Karwin) oraz gminy (wiejskie) Stare Miasto, Darków i Raj, a z ich obszaru utworzyły z dniem 1 lipca 1944 roku nową gminę miejską o nazwie Karwin z dwiema dzielnicami: Karwin-Freistadt (dla Frysztatu, Starego Miasta i Raju) i Karwin-Bad-Darkau (dla Darkowa)[165]; (anulowane w 1945 roku; władze Republiki Czechosłowackiej w 1949 roku ponownie połączyły te miasta i gminy w miasto o nazwie Karviná)

[1 kwietnia 1945]
- Stary Bogumin, Nowy Bogumin (Republika Czeska, KMŚ) – rozporządzeniem z 14 sierpnia 1944 roku połączyły miasta Nowy Bogumin (niem. Neu-Oderberg) i Stary Bogumin (niem. Oderberg) z gminami (wiejskimi): Pudłów, Zabłocie, Skrzeczoń i Wierzbica w nową gminę o nazwie Oderberg (Oberschlesien), na którą rozciągnięto prawo niemieckiej ustawy o gminach, nadając jej status miasta. Połączenie miało wejść w życie 1 kwietnia 1945 roku[166], lecz nie zostało zrealizowane (władze Republiki Czechosłowackiej powróciły do pomysłu, łącząc te miasta i gminy w 1949 roku jako miasto Bohumín)

Podsumowanie
Reasumując, na mocy dekretu PKWN, 21 sierpnia 1944 przywrócono zaledwie dwa zniesione miasta na obszarze powojennej Polski:
- Ruda Pabianicka[143] (ŁD; zniesione ponownie 12 II 1946[168])
- Terespol[143] (LB)

### 1941
Brak daty
- Ulanów[159][143] (PK) (prawa miejskie nadane przez okupanta; anulowane w 1945; prawa miejskie ponownie w 1958)

1 lipca 1941
- Biała Krakowska – rozporządzeniem z 31 marca 1941 władze okupacyjne dokonały z dniem 1 lipca 1944 roku podziału miasta Biała Krakowska (niem. Biala), przyłączając jego (śródmiejską) część do miasta Bielska (niem. Bielitz), a z pozostałej części tworząc nową, samodzielną gminę wiejską Kunzendorf (pol. Lipnik). Następcą prawnym miasta Biała Krakowska zostało miasto Bielsko[169]; (anulowane 13 lutego 1945 roku[170]; władze polskie dopiero w 1951 roku ponownie połączyły oba ówczesne powiaty miejskie, tworząc powiat miejski Bielsko-Biała[171])

### 1940
Brak daty
- Golub-Dobrzyń[143] (KP) (utworzony przez okupanta przez połączenie miast Golub i Dobrzyń nad Drwęcą; anulowane w 1945; połączone ponownie w 1951)
- Koluszki[143] (PK) (prawa miejskie nadane przez okupanta; anulowane w 1945; prawa miejskie ponownie w 1949)
- Zaniemyśl[143][172] (WP) (prawa miejskie poza administracją Polski, pod okupacją; prawa miejskie wcześniej 1742–1934, utrata praw miejskich w 1948; prawa miejskie ponownie w 2025)

24 października 1940
- Jabłonowo Pomorskie (KP) (prawa miejskie nadane przez okupanta; anulowane w 1945; prawa miejskie ponownie w 1962)

[1 stycznia 1940]
- Piekary Śląskie (ŚL) (do formalnego nadania statusu miasta nie doszło ze względu na wybuch II wojny światowej, lecz dopiero w 1947)
- Nowy Bytom (ŚL) (do formalnego nadania statusu miasta nie doszło ze względu na wybuch II wojny światowej, lecz dopiero w 1947; w 1959 połączony z Rudą utworzył miasto Ruda Śląska)
- Ruda (ŚL) (do formalnego nadania statusu miasta nie doszło ze względu na wybuch II wojny światowej, lecz dopiero w 1947; w 1959 połączona z Nowym Bytomiem utworzyła miasto Ruda Śląska)
- Szopienice (ŚL) (do formalnego nadania statusu miasta nie doszło ze względu na wybuch II wojny światowej, lecz dopiero w 1947; od 1959 dzielnica Katowic)
- Świętochłowice (ŚL) (do formalnego nadania statusu miasta nie doszło ze względu na wybuch II wojny światowej, lecz dopiero w 1947)

## lata 1930.

### 1939
1 czerwca 1939
- Brochów[174][130] (DŚ) (prawa miejskie poza administracją Polski; w 1951 włączony do Wrocławia)

1 kwietnia 1939
- Rembertów[175] (MZ) (w 1957 włączony do Warszawy)
- Włochy[176] (MZ) (w 1951 włączone do Warszawy)

### 1936
28 maja 1936
- Krzyż[131][177] (WP) (obecnie Krzyż Wielkopolski; prawa miejskie poza administracją Polski)

### 1935
12 września 1935
- Cieplice Śląskie-Zdrój[131] (DŚ) (w 1976 włączone do Jeleniej Góry; prawa miejskie poza administracją Polski)

1 lipca 1935
- Witnica[131] (LS) (prawa miejskie poza administracją Polski)

### 1934
15 maja 1934
- Skórcz[180] (PM)

9 kwietnia 1934
- Poddębice[181] (ŁD) (prawa miejskie 1400-? i 1822–1870)

### 1933/1934 – Galicja
Przemiany administracyjne w kategorii miast w latach 1933–1934 w województwach południowych (województwa: krakowskie, lwowskie, stanisławowskie i tarnopolskie) wymagają szczególnego omówienia.
Po I rozbiorze Polski, w latach 1784–1785, władze austriackie, w ramach reformy administracyjnej państwa, przeprowadziły wielką akcję klasyfikacji miejscowości na terenie Królestwa Galicji i Lodomerii dla celów indeksu do nowej mapy kraju (Index locorum omnium Galiceæ, Lodomeriæ, atque ad huius calcem adjectus Bukovinæ: Una tabulam eiusque quadratulum docens in quo locus quærendus est). Zastosowany wówczas podział miał wyłącznie znaczenie statystyczne i nie miał nic wspólnego z życiem osad. Klasyfikację przeprowadzono tylko jeden raz w przeciągu 146 lat i nie była ona obowiązująca, co z kolei przyczyniło się do nieścisłości w jej wykorzystaniu w późniejszych wykazach, szczególnie pod kątem zmian poglądów na kryteria podziałowe w nowszych czasach.
Miejscowości o charakterze miejskim podzielono na trzy klasy. Do pierwszej z nich został zaliczony tylko Lwów (później także Kraków), do drugiej klasy tylko dawne polskie miasta królewskie (niem. Stadt, łac. urbs), do ostatniej klasy przydzielano miasta municypalne (miasteczko, niem. Marktflecken, łac. oppidum). Pozostałe miejscowości zaliczono do wsi. Według klasyfikacji, na ówczesnym obszarze Galicji (bez Nowej Galicji i okręgu krakowskiego oraz bez Bukowiny, lecz z cyrkułem zamojskim) jako miasta zakwalifikowano 108 miejscowości, a 197 jako miasteczka, czyli razem 305 osad miejskich. Klasyfikacja ta opierała się jednak w dużej mierze na charakterze danej miejscowości (wyglądzie, funkcji, liczbie mieszkańców, położeniu, a także prospektach rozwoju) niż na rzeczywistym posiadaniu historycznych przywilejów. Wreszcie nie da się wykluczyć akcji lobbyingowych oraz nieskrupulatności audytów historycznych przy jej sporządzeniu, przez co rzetelność tej klasyfikacji kwestionują badacze tematu. W efekcie, jak stwierdza Jan Karpiniec, "nikt się nie trzymał ściścle owych wykazów urzędowych", przez co liczba miast, miasteczk i wsi pod zaborem austriackim cały czas się zmieniała, i "nigdy nie wiedziano, ile jest osad w ogóle, a miejskich w szczególności":
|                      | 1776  | 1780  | 1807  | 1827  | 1837  | 1846  | 1850/51 | 1857  | 1869 | 1880  |
| -------------------- | ----- | ----- | ----- | ----- | ----- | ----- | ------- | ----- | ---- | ----- |
| Miast                | 254   | 261   | 90    | 92    | 93    | 93    | 95      | 85    | 83   | 90    |
| Miasteczek           | 57    | 67    | 189   | 190   | 189   | 189   | 193     | 234   | 230  | 207   |
| Razem osad miejskich | 311   | 328   | 279   | 282   | 282   | 282   | 288     | 319   | 313  | 297   |
| Wsi                  | 6.395 | 6.429 | 6.022 | 6.051 | 5.778 | 5.778 | 5.986   | 6.271 | –    | 5.933 |

Dopiero w drugiej połowie XIX wieku, po uzyskaniu przez Galicję autonomii w ramach monarchii austro-węgierskiej, rozpoczął się proces tworzenia nowoczesnych podstaw samorządu terytorialnego. Kluczowym elementem tego systemu była ustawa gminna z 15 sierpnia 1866, która regulowała ustrój zarówno gmin wiejskich, jak i miejskich (posiadających historyczne prawa miejskie bądź prawa miasteczka), choć w sposób ogólny i niedostosowany do realiów większych ośrodków miejskich. Wyjątek stanowiły Lwów i Kraków, które już wcześniej funkcjonowały na podstawie własnych statutów miejskich – odpowiednio Lwów od 1855 (ustawa z 19 grudnia 1855), a Kraków od 1866 (ustawa z 1 kwietnia 1866). Statuty te były później zaktualizowane i rozszerzone: Lwów otrzymał nowy statut 14 października 1870, a Kraków – 6 października 1901.
Przełomową zmianę przyniosła jednak ustawa o gminie miejskiej z 13 marca 1889, która ujednoliciła zasady ustrojowe dla wszystkich miast Galicji. Wprowadzała ona nowoczesny model samorządu miejskiego, oparty na radzie miejskiej i burmistrzu lub prezydencie. Z kolei ustawa z 3 lipca 1896 była nowelizacją, która pozwoliła na stosowanie uproszczonego ustroju w mniejszych miastach, które nie były w stanie wdrożyć pełnego modelu z 1889 roku. W ten sposób ukształtował się dualny system samorządu miejskiego: rozbudowany dla dużych ośrodków oraz uproszczony dla mniejszych miast Galicji. System ten pozostał niezmieniony po przejściu Galicji pod administrację polską.
Tak więc określenie miasto na terenie Galicji (w Austrii, a następne w II RP) było niejednoznaczne. Mogło odnosić się wyłącznie do charakteru prawnego miejscowości (a więc typu jednostki administracyjnej, czyli praktycznie do posiadania statusu gminy miejskej) lub do faktu podsiadania przez miejscowości historycznych praw miejskich, które z resztą znaczną część władze austriackie przeklasyfikowały na miasteczka pod koniec XVIII i w XIX wieku. Dotychczasowa klarowność pojęcia prawa miejskie i jego pokrywanie się z pojęciem miasto zostały pod zaborem austriackim zatracone, natomiast ustawy wdrażane pod koniec XIX wieku miały na celu uregulowanie chaosu w tym zakresie. Jednak aż do reformy 1933/34 miasto w sensie administracyjnym miało większe znaczenie niż posiadanie historycznych przywilejów. Mimo że wiele miast administracyjnych prawa miejskie posiadała, większość historycznych miast została przez Austriaków przeklasyfikowano na miasteczka, a niektóre miasta (np. Krynica, Krzeszowice, Szczakowa i Zakopane) były wręcz wsiami. Ponadto wiele mniejszych miejscowości posiadających historyczne prawa miejskie (także te, które Austriacy przeklasyfikowali na miasteczka) miały zaledwie status gmin wiejskich w myśl ustawy gminnej z 15 sierpnia 1866.
Po wejściu w życie ogólnopolskiej ustawy z 13 lipca 1933 rozpoczął się etapowy proces unifikacji systemu samorządowego II Rzeczypospolitej, w tym na obszarze dawnej Galicji. Ustawa ta formalnie zniosła obowiązywanie ustawy z 3 lipca 1896 w ciągu roku oraz wprowadziła kryterium liczby mieszkańców jako warunek podlegania ustawie z 13 marca 1889. W efekcie większe miejskie gminy galicyjskie  (powyżej 3000 mieszkańców), które posiadały historyczne prawa miejskie lub  prawa miasteczka, zostały automatycznie objęte przepisami ustawy z 1889, natomiast te mniejsze  (poniżej 3000 mieszkańców) bądź te bez historycznego statusu miast lub miasteczek utraciłyby status miejskiego samorządu, o ile nie zostały objęte ustawą z 13 marca 1889 na mocy indywidualnych rozporządzeń.
I tak, na mocy artykułu 82 ustawy z 13 lipca 1933, 107 miast i miasteczek automatycznie przeszło spod ustawy z 1896 pod ustawę z 1889. Dla kolejnych 29 gmin miejskich objętych  ustawą z 3 lipca 1896 wydano w ciągu roku indywidualne decyzje – dla 8 gmin ponad 3000 mieszkańców, jednak nie posiadających historycznego statusu miast lub miasteczek (wydano je w 1933 roku) oraz dla 21 gmin poniżej 3000 mieszkańców o historycznym statusie miast lub miasteczek (wydano je w 1934 roku). Wreszcie trzy gminy wiejskie, posiadające status miasteczek, zostały bezpośrednio przeniesione spod ustawy z 15 sierpnia 1866 pod regulacje ustawy z 13 marca 1889. Jednocześnie 12 gmin miejskich, liczących poniżej 3000 mieszkańców, które dotąd funkcjonowały na podstawie ustawy z 1896, utraciło status miejski i zostało przekształconych w gminy wiejskie na mocy ustawy z 15 sierpnia 1886 z powodu braku odpowiednich indywidualnych rozporządzeń. Jako że po wdrożeniu ustawy z 13 lipca 1933 istniał tylko jeden, jednolity ustrój gminy wiejskiej, gminy wiejskie z historycznymi prawami miast lub miasteczek mogły nazwy ‘miasto’ bądź ‘miasteczko’ zachować już tylko nominalnie, a także ewentualne, przydzielone wcześniej, uprawnienia finansowe. Ustawa nie objęła 29 gmin miejskich, które już podlegały ustawie z 13 marca 1889 roku, oraz dwóch miast posiadających własny statut, które pozostały pod jurysdykcją dotychczas obowiązujących przepisów.
Podsumowując, przed reformą 1933/34, w czterech województwach południowych, gminy miejskie podzielone były na następujące kategorie:
- 2 miasta o własnym statucie:
  - Lwów (ustawa z 14 października 1870[195]) i Kraków (ustawa z dnia 6 października 1901[196]);
- 30 gmin miejskich rządzących się ustawą z 13 marca 1889[197]:
  - 29 miast (wszystkie od 1889 roku): Biała, Bochnia, Brody, Brzeżany, Drohobycz, Gorlice, Gródek pod Lwowem, Jarosław, Jasło, Jaworów, Kołomyja, Krosno, Nowy Sącz, Podgórze (do 1915[215][216]), Przemyśl, Rzeszów, Sambor, Sanok, Sokal, Stanisławów, Stryj, Śniatyn, Tarnopol, Tarnów, Trembowla, Wadowice, Wieliczka, Złoczów i Żółkiew,
  - 1 miasteczko (od 1889 roku): Buczacz;
- 149 gmin miejskich rządzące się ustawą z 3 lipca 1896[198]:
  - 50 (51[217]) miast, w tym 49 od 1896 roku: Bełz, Biecz, Bolechów, Bóbrka, Brzostek, Brzozów, Busk, Ciężkowice, Czortków, Dębica (◄ od 1912[217]), Dobczyce, Dobromil, Dolina, Grybów, Halicz, Husiatyn, Jaryczów Nowy, Jazłowiec, Jordanów, Kamionka Strumiłowa, Kęty, Komarno, Kuty, Lesko, Lubaczów, Mikulińce, Mościska, Myślenice,  Nowy Targ, Olesko, Oświęcim, Pilzno, Pomorzany, Przeworsk, Rohatyn, Ropczyce, Rymanów, Sądowa Wisznia, Skawina, Stara Sól, Stary Sambor[218], Stary Sącz, Szczerzec, Tyśmienica, Zaleszczyki, Zator, Zbaraż i Żydaczów i Żywiec, oraz jedno podniesione w póżniejszych latach – Lanckorona (w 1926);
  - 89 (88[217]) miasteczek, w tym 82 od 1896 roku: Andrychów, Baranów, Barysz, Błażowa, Bohorodczany, Bołszowce, Borszczów, Brzesko, Budzanów, Bursztyn, Chodorów, Chrzanów, Chyrów, Cieszanów, Dąbrowa, Delatyn, Dębica (do 1912 ►[217]) Dukla, Gliniany, Grzymałów, Horodenka, Jagielnica, Janów, Kalwaria, Kałusz, Kańczuga, Kolbuszowa, Kosów, Kozowa, Krakowiec, Kulików, Leżajsk, Limanowa, Łańcut, Łopatyn, Maków, Mielec, Mikołajów, Monasterzyska, Mosty Wielkie, Muszyna, Nadwórna, Niemirów, Niepołomice,  Niżankowice, Peczeniżyn, Piwniczna, Podhajce, Podwołoczyska, Przemyślany, Radomyśl, Radymno, Radziechów, Rawa Ruska, Rozdół, Rozwadów, Rożniatów, Rudki, Rudnik,  Sasów, Sędziszów, Sieniawa, Skałat, Skole, Sokołów, Strzyżów, Sucha,  Tarnobrzeg, Tłumacz, Tuchów, Turka, Tyczyn, Uhnów, Ustrzyki Dolne, Wilamowice, Wiśnicz Nowy, Wojnicz, Zabłotów, Załoźce, Zborów i Żurawno; oraz osiem podniesionych w póżniejszych latach: Ulanów (od 1905[219]), Żabno (od 1908[220]), Kopyczyńce (od 1908[221]), Głogów (od 1909[222]), Uście Solne (od 1910[223]), Skała Podolska (od 1910[224]), Ottynia (od 1928[225]) i Trzebinia (od 1931[226]);
  - 11 wsi, w tym dwie od 1896 roku: Nisko i Szczakowa, oraz dziewięć podniesionych w póżniejszych latach: Zakopane (od 1900[227]), Jaworzno (od 1901[228]) Borysław (od 1906[229]), Tustanowice (1906[229]–1930[230]),  Krynica Zdrój (od 1911[231]), Knihinin Wieś (1914[232]–1924[233]), Winniki (od 1924[234]), Krzeszowice (od 1925[235]) i Czarny Dunajec (od 1925[236]).

Pozostałe gminy miały od 1896 roku status gmin wiejskich, choć wiele z nich posiadało historyczne przywileje miast lub miasteczek, w tym Chorostków, Mielnica i Tłuste, które dopiero w 1934 podniesiono do rangi gmin miejskich.
Poniższe zestawienie przedstawia zmiany statusu gmin miejskich/miast na obszarze Galicji w oparciu o artykuł 82 ustawy z 13 lipca 1933.
| Data                                                   | Obejmuje gminy | Status dotychczasowy (i charakter)                  | Status nowy                 | Tryb zmiany (i powód)                                                           |
| ------------------------------------------------------ | --- | --------------------------------------------------- | --------------------------- | ------------------------------------------------------------------------------- |
| Gminy miejskie rządzące się własnymi statutami:        | |                                                     |                             |                                                                                 |
| 1934-07-13                                             | Kraków (od 1901) | gmina miejska (ustawa 1901) (charakter: miasto)     | miasto (ustawa 1901)        | bez zmian (zachowany status)                                                    |
| 1934-07-13                                             | Lwów (od 1870) | gmina miejska (ustawa 1870) (charakter: miasto)     | miasto (ustawa 1870)        | bez zmian (zachowany status)                                                    |
| Gminy miejskie rządzące się ustawą z 13 marca 1889:    | |                                                     |                             |                                                                                 |
| 1934-07-13                                             | Biała, Bochnia, Brody, Brzeżany, Drohobycz, Gorlice, Gródek Jagielloński, Jarosław, Jasło, Jaworów, Kołomyja, Krosno, Nowy Sącz, Przemyśl, Rzeszów, Sambor, Sanok, Sokal, Stanisławów, Stryj, Śniatyn, Tarnopol, Tarnów, Trembowla, Wadowice, Wieliczka, Złoczów i Żółkiew | gmina miejska (ustawa 1889) (charakter: miasto)     | miasto (ustawa 1889)        | bez zmian (zachowany status)                                                    |
| 1934-07-13                                             | Buczacz | gmina miejska (ustawa 1889) (charakter: miasteczko) | miasto (ustawa 1889)        | bez zmian (zachowany status)                                                    |
| Gminy miejskie rządzące się ustawą z 3 lipca 1896:     | |                                                     |                             |                                                                                 |
| 1934-07-13                                             | Bełz, Biecz, Bolechów, Bóbrka, Brzozów, Busk, Czortków, Dębica (od 1912), Dobczyce, Dobromil, Dolina, Grybów, Halicz, Jaryczów Nowy, Jordanów, Kamionka Strumiłowa, Kęty, Komarno, Kuty, Lesko, Lubaczów, Mikulińce, Mościska, Myślenice, Nowy Targ, Olesko, Oświęcim, Pilzno, Pomorzany, Przeworsk, Rohatyn, Ropczyce, Rymanów, Sądowa Wisznia, Skawina, Stary Sambor, Stary Sącz, Tyśmienica, Zaleszczyki, Zbaraż, Żydaczów i Żywiec | gmina miejska (ustawa 1896) (charakter: miasto)     | miasto (ustawa 1889)        | automatycznie (> 3000 mieszk.)                                                  |
| 1934-03-24                                             | Husiatyn | gmina miejska (ustawa 1896) (charakter: miasto)     | miasto (ustawa 1889)        | indywidualne rozporządzenia (< 3000 mieszk.)                                    |
| 1934-04-01                                             | Zator | gmina miejska (ustawa 1896) (charakter: miasto)     | miasto (ustawa 1889)        | indywidualne rozporządzenia (< 3000 mieszk.)                                    |
| 1934-07-13                                             | Brzostek, Ciężkowice, Jazłowiec, Lanckorona (od 1926) i Stara Sól | gmina miejska (ustawa 1896) (charakter: miasto)     | gmina wiejska (ustawa 1866) | automatycznie (< 3000 mieszk.) (brak indywid. rozporządzenia)                   |
| 1934-07-13                                             | Andrychów, Barysz, Błażowa, Bohorodczany, Bołszowce, Borszczów, Brzesko, Budzanów, Bursztyn, Chodorów, Chrzanów, Chyrów, Dąbrowa, Delatyn, Gliniany, Grzymałów, Horodenka, Kałusz, Kolbuszowa, Kopyczyńce (od 1908), Kosów, Kozowa, Kulików, Leżajsk, Łańcut, Łopatyn, Maków, Mielec, Mikołajów, Monasterzyska, Mosty Wielkie, Nadwórna, Niemirów, Niepołomice, Ottynia (od 1928), Peczeniżyn, Piwniczna, Podhajce, Podwołoczyska, Przemyślany, Radziechów, Rawa Ruska, Rozdół, Rozwadów, Rożniatów, Rudki, Rudnik, Sasów, Skała Podolska (od 1910), Skałat, Skole, Sokołów, Strzyżów, Sucha, Tarnobrzeg, Tłumacz, Trzebinia (od 1931), Turka, Tyczyn, Uhnów, Ustrzyki Dolne, Zabłotów, Załoźce, Zborów i Żurawno | gmina miejska (ustawa 1896) (charakter: miasteczko) | miasto (ustawa 1889)        | automatycznie (> 3000 mieszk.)                                                  |
| 1934-03-31                                             | Baranów, Cieszanów, Dukla, Głogów (od 1909), Janów Lwowski, Jaryczów Nowy, Kańczuga, Krakowiec, Radymno i Szczerzec | gmina miejska (ustawa 1896) (charakter: miasteczko) | miasto (ustawa 1889)        | indywidualne rozporządzenia (< 3000 mieszk.)                                    |
| 1934-04-01                                             | Kalwaria Zebrzydowska, Limanowa, Muszyna, Radomyśl Wielki, Sędziszów, Tuchów, Wilamowice i Żabno (od 1908) | gmina miejska (ustawa 1896) (charakter: miasteczko) | miasto (ustawa 1889)        | indywidualne rozporządzenia (< 3000 mieszk.)                                    |
| 1934-06-02                                             | Sieniawa | gmina miejska (ustawa 1896) (charakter: miasteczko) | miasto (ustawa 1889)        | indywidualne rozporządzenia (< 3000 mieszk.)                                    |
| 1934-07-13                                             | Jagielnica, Niżankowice, Ulanów (od 1905), Uście Solne (od 1910), Wiśnicz Nowy i Wojnicz | gmina miejska (ustawa 1896) (charakter: miasteczko) | gmina wiejska (ustawa 1866) | automatycznie (< 3000 mieszk.) (brak indywid. rozporządzenia)                   |
| 1933-08-14                                             | Borysław (od 1906) | gmina miejska (ustawa 1896) (charakter: wieś)       | miasto (ustawa 1889)        | indywidualne rozporządzenia (brak praw miejskich / miasteczka)                  |
| 1933-10-20                                             | Jaworzno (od 1901), Krynica Zdrój (od 1911), Krzeszowice (od 1925), Nisko, Szczakowa, Winniki (od 1924) i Zakopane (od 1900) | gmina miejska (ustawa 1896) (charakter: wieś)       | miasto (ustawa 1889)        | indywidualne rozporządzenia (brak praw miejskich / miasteczka)                  |
| 1934-07-13                                             | Czarny Dunajec (od 1925) | gmina miejska (ustawa 1896) (charakter: wieś)       | gmina wiejska (ustawa 1866) | automatycznie (brak praw miejskich / miasteczka) (brak indywid. rozporządzenia) |
| Gminy wiejskie rządzące się ustawą z 15 sierpnia 1866: | |                                                     |                             |                                                                                 |
| 1934-04-01                                             | Mielnica | gmina wiejska (ustawa 1866) (charakter: miasto)     | miasto (ustawa 1889)        | indywidualne rozporządzenia (zmiana rangi statusu gminy)                        |
| 1934-04-01                                             | Chorostków i Tłuste Miasto | gmina wiejska (ustawa 1866) (charakter: miasteczko) | miasto (ustawa 1889)        | indywidualne rozporządzenia (zmiana rangi statusu gminy)                        |

Poniżej wyszczególniono tylko te miejscowości, które zmieniły ustawę z 3 lipca 1896 na 13 marca 1889, co równocześnie można uznać za podniesienie ich do rzędu pełnomocnych miast, jako że ustawa z 3 lipca 1896 wygasła w ciągu roku od wejścia w życie ustawy z 23 marca 1933 o częściowej zmianie ustroju samorządu terytorialnego. 
Pod względem przywilejów historycznych, dla większości tych miejscowości był to końcowy etap powrotu do miejskości (rozpoczętej niegdyś prawami miejskimi), a przerwanej zmianą klasyfikacji na miasteczko pod zaborem austriackim. Dla ośmiu gmin o charakterze wsi był to za razem pierwszy awans do pełnej miejskości, jako że nigdy wczęsniej nie posiadały miejskich przywilejów. Jednak, wszystkie te gminy posiadały status gmin miejskich w przeddzień reformy – większość od 1896 roku a niektóre nadany im w kolejnych latach – i przez to były już de jure zaliczane jako miasta. Wyjątkiem są tu trzy gminy (Chorostków, Mielnica i Tłuste Miasto), które od 1896 roku były traktowane jako gminy wiejskie (aczkolwiek na prawach miasteczek), a dopiero w 1934 zostały podniesiono do rangi gmin miejskich (i miast).

#### Kategoria 1
Kategoria objemuje gminy miejskie (ustawa 1896) sklasyfikowane przez władze austriackie jako miasta lub miasteczka, z ludnością większą niż 3000 mieszkańców, przez co podniesiono je do rzędu miast (ustawa 1889) automatycznie.
13 lipca 1934
Główne źródła:
- Andrychów (MP) (prawa miejskie od 1767, pod zaborem miasteczko; gmina miejska od 3 lipca 1896[197])
- Barysz (obecnie na terenie Ukrainy) (prawa miejskie od 1559, pod zaborem miasteczko; gmina miejska od 3 lipca 1896[197])
- Bełz (obecnie na terenie Ukrainy) (prawa miejskie od 1377, gmina miejska od 3 lipca 1896[197])
- Biecz (MP) (prawa miejskie od 1363, gmina miejska od 3 lipca 1896[197])
- Błażowa (PK) (prawa miejskie od 1624, pod zaborem miasteczko; gmina miejska od 3 lipca 1896[197])
- Bohorodczany (obecnie na terenie Ukrainy) (prawa miejskie od 1651, pod zaborem miasteczko; gmina miejska od 3 lipca 1896[197])
- Bolechów (obecnie na terenie Ukrainy) (prawa miejskie od 1603, gmina miejska od 3 lipca 1896[197])
- Bołszowce (obecnie na terenie Ukrainy) (prawa miejskie od 1590, pod zaborem miasteczko; gmina miejska od 3 lipca 1896[197])
- Borszczów (obecnie na terenie Ukrainy) (prawa miejskie od 1629, pod zaborem miasteczko; gmina miejska od 3 lipca 1896[197])
- Bóbrka (obecnie na terenie Ukrainy) (prawa miejskie od 1469, gmina miejska od 3 lipca 1896[197])
- Brzesko (MP) (prawa miejskie od 1385, pod zaborem miasteczko; gmina miejska od 3 lipca 1896[197])
- Brzozów (PK) (prawa miejskie od 1359, gmina miejska od 3 lipca 1896[197])
- Budzanów (obecnie na terenie Ukrainy) (prawa miejskie od 1549, pod zaborem miasteczko; gmina miejska od 3 lipca 1896[197])
- Bursztyn (obecnie na terenie Ukrainy) (prawa miejskie od 1554, pod zaborem miasteczko; gmina miejska od 3 lipca 1896[197])
- Busk (obecnie na terenie Ukrainy) (prawa miejskie od 1411, gmina miejska od 3 lipca 1896[197])
- Chodorów (obecnie na terenie Ukrainy) (prawa miejskie od 1394, pod zaborem miasteczko; gmina miejska od 3 lipca 1896[197])
- Chrzanów (MP) (prawa miejskie od 1393, pod zaborem miasteczko; gmina miejska od 3 lipca 1896[197])
- Chyrów (obecnie na terenie Ukrainy) (prawa miejskie od 1528, pod zaborem miasteczko; gmina miejska od 3 lipca 1896[197])
- Czortków (obecnie na terenie Ukrainy) (prawa miejskie od 1522, gmina miejska od 3 lipca 1896[197])
- Dąbrowa (Tarnowska) (MP) (prawa miejskie od 1693, pod zaborem miasteczko; gmina miejska od 3 lipca 1896[197])
- Delatyn (obecnie na terenie Ukrainy) (prawa miejskie od 1400, pod zaborem miasteczko; gmina miejska od 3 lipca 1896[197])
- Dębica (PK) (prawa miejskie od 1372, pod zaborem do 27 lipca 1912 miasteczko[248][265]; gmina miejska od 3 lipca 1896[197])
- Dobczyce (MP) (prawa miejskie od 1310, gmina miejska od 3 lipca 1896[197])
- Dobromil (obecnie na terenie Ukrainy) (prawa miejskie od 1566, gmina miejska od 3 lipca 1896[197])
- Dolina (obecnie na terenie Ukrainy) (prawa miejskie od 1525, gmina miejska od 3 lipca 1896[197])
- Gliniany (obecnie na terenie Ukrainy) (prawa miejskie od 1397, pod zaborem miasteczko; gmina miejska od 3 lipca 1896[197])
- Grybów (MP) (prawa miejskie od 1340, gmina miejska od 3 lipca 1896[197])
- Grzymałów (obecnie na terenie Ukrainy) (prawa miejskie od 1720, pod zaborem miasteczko; gmina miejska od 3 lipca 1896[197])
- Halicz (obecnie na terenie Ukrainy) (prawa miejskie od 1367, gmina miejska od 3 lipca 1896[197])
- Horodenka (obecnie na terenie Ukrainy) (prawa miejskie od 1668, pod zaborem miasteczko; gmina miejska od 3 lipca 1896[197])
- Jaryczów Nowy (obecnie na terenie Ukrainy) (obecnie na terenie Ukrainy) (prawa miejskie od 1618, gmina miejska od 3 lipca 1896[197])
- Jordanów (MP) (prawa miejskie od 1564, gmina miejska od 3 lipca 1896[197])
- Kałusz (obecnie na terenie Ukrainy) (prawa miejskie od 1549, pod zaborem miasteczko; gmina miejska od 3 lipca 1896[197])
- Kamionka Strumiłowa (obecnie na terenie Ukrainy) (prawa miejskie od 1471, gmina miejska od 3 lipca 1896[197])
- Kęty (MP) (prawa miejskie od 1277, gmina miejska od 3 lipca 1896[197])
- Kolbuszowa (PK) (prawa miejskie od 1690, pod zaborem miasteczko; gmina miejska od 3 lipca 1896[197])
- Komarno (obecnie na terenie Ukrainy) (prawa miejskie od 1471, gmina miejska od 3 lipca 1896[197])
- Kopyczyńce (obecnie na terenie Ukrainy) (prawa miejskie od 1564, pod zaborem miasteczko; gmina miejska od 24 listopada 1908[221])
- Kosów Huculski (obecnie na terenie Ukrainy) (prawa miejskie od 1654, pod zaborem miasteczko; gmina miejska od 3 lipca 1896[197])
- Kozowa (obecnie na terenie Ukrainy) (prawa miejskie od 1569, pod zaborem miasteczko; gmina miejska od 3 lipca 1896[197])
- Kulików (obecnie na terenie Ukrainy) (prawa miejskie od 1469, pod zaborem miasteczko; gmina miejska od 3 lipca 1896[197])
- Kuty (obecnie na terenie Ukrainy) (prawa miejskie od 1715, gmina miejska od 3 lipca 1896[197])
- Lesko (PK) (prawa miejskie od 1457, gmina miejska od 3 lipca 1896[197])
- Leżajsk (PK) (prawa miejskie od 1397, pod zaborem miasteczko; gmina miejska od 3 lipca 1896[197])
- Lubaczów (PK) (prawa miejskie od 1377, gmina miejska od 3 lipca 1896[197])
- Łańcut (PK) (prawa miejskie od 1367, pod zaborem miasteczko; gmina miejska od 3 lipca 1896[197])
- Łopatyn (obecnie na terenie Ukrainy) (prawa miejskie od 1505, pod zaborem miasteczko; gmina miejska od 3 lipca 1896[197])
- Maków Podhalański (MP) (prawa miejskie od 1840, pod zaborem miasteczko; gmina miejska od 3 lipca 1896[197])
- Mielec (PK) (prawa miejskie od 1457, pod zaborem miasteczko; gmina miejska od 3 lipca 1896[197])
- Mikołajów (obecnie na terenie Ukrainy) (prawa miejskie od 1578, pod zaborem miasteczko; gmina miejska od 3 lipca 1896[197])
- Mikulińce (obecnie na terenie Ukrainy) (prawa miejskie od 1595, gmina miejska od 3 lipca 1896[197])
- Monasterzyska (obecnie na terenie Ukrainy) (prawa miejskie od 1454, pod zaborem miasteczko; gmina miejska od 3 lipca 1896[197])
- Mosty Wielkie (obecnie na terenie Ukrainy) (prawa miejskie od 1549, pod zaborem miasteczko; gmina miejska od 3 lipca 1896[197])
- Mościska (obecnie na terenie Ukrainy) (prawa miejskie od 1404, gmina miejska od 3 lipca 1896[197])
- Myślenice (MP) (prawa miejskie od 1342, gmina miejska od 3 lipca 1896[197])
- Nadwórna (obecnie na terenie Ukrainy) (prawa miejskie od 1591, pod zaborem miasteczko; gmina miejska od 3 lipca 1896[197])
- Niemirów Lwowski (obecnie na terenie Ukrainy) (prawa miejskie od 1580, pod zaborem miasteczko; gmina miejska od 3 lipca 1896[197])
- Niepołomice (MP) (prawa miejskie od 1772, pod zaborem miasteczko; gmina miejska od 3 lipca 1896[197])
- Nowy Targ (MP) (prawa miejskie od 1238, gmina miejska od 3 lipca 1896[197])
- Olesko (obecnie na terenie Ukrainy) (prawa miejskie od 1441, gmina miejska od 3 lipca 1896[197])
- Oświęcim (MP) (prawa miejskie od 1272, gmina miejska od 3 lipca 1896[197])
- Ottynia (obecnie na terenie Ukrainy) (prawa miejskie od 1606, pod zaborem miasteczko; gmina miejska od 1 kwietnia 1928[225])
- Peczeniżyn (obecnie na terenie Ukrainy) (prawa miejskie od 1766, pod zaborem miasteczko; gmina miejska od 3 lipca 1896[197])
- Pilzno (PK) (prawa miejskie od 1354, gmina miejska od 3 lipca 1896[197])
- Piwniczna (MP) (prawa miejskie od 1348, pod zaborem miasteczko; gmina miejska od 3 lipca 1896[197])
- Podhajce (obecnie na terenie Ukrainy) (prawa miejskie od 1539, pod zaborem miasteczko; gmina miejska od 3 lipca 1896[197])
- Podwołoczyska (obecnie na terenie Ukrainy) (miasteczko od 30 grudnia 1880[266]; gmina miejska od 3 lipca 1896[197])
- Pomorzany (obecnie na terenie Ukrainy) (prawa miejskie od 1564, gmina miejska od 3 lipca 1896[197])
- Przemyślany (obecnie na terenie Ukrainy) (prawa miejskie od 1623, pod zaborem miasteczko; gmina miejska od 3 lipca 1896[197])
- Przeworsk (PK) (prawa miejskie od 1394, gmina miejska od 3 lipca 1896[197])
- Radziechów (obecnie na terenie Ukrainy) (prawa miejskie od 1493, pod zaborem miasteczko; gmina miejska od 3 lipca 1896[197])
- Rawa Ruska (obecnie na terenie Ukrainy) (prawa miejskie od 1455, pod zaborem miasteczko; gmina miejska od 3 lipca 1896[197])
- Rohatyn (obecnie na terenie Ukrainy) (prawa miejskie od 1415, gmina miejska od 3 lipca 1896[197])
- Ropczyce (PK) (prawa miejskie od 1362, gmina miejska od 3 lipca 1896[197])
- Rozdół (obecnie na terenie Ukrainy) (prawa miejskie od 1569, pod zaborem miasteczko; gmina miejska od 3 lipca 1896[197])
- Rozwadów (PK) (prawa miejskie od 1690, pod zaborem miasteczko; gmina miejska od 3 lipca 1896[197]; 1973 dzielnica Stalowej Woli[267])
- Rożniatów (obecnie na terenie Ukrainy) (1784 sklasyfikowany pod zaborem jako miasteczko; gmina miejska od 3 lipca 1896[197])
- Rudki (obecnie na terenie Ukrainy) (prawa miejskie od 1645, pod zaborem miasteczko; gmina miejska od 3 lipca 1896[197])
- Rudnik (nad Sanem) (PK) (prawa miejskie od 1552, pod zaborem miasteczko; gmina miejska od 3 lipca 1896[197])
- Rymanów (PK) (prawa miejskie od 1372, gmina miejska od 3 lipca 1896[197])
- Sasów (obecnie na terenie Ukrainy) (prawa miejskie od 1615, pod zaborem miasteczko; gmina miejska od 3 lipca 1896[197])
- Sądowa Wisznia (obecnie na terenie Ukrainy) (prawa miejskie od 1368, gmina miejska od 3 lipca 1896[197])
- Skała Podolska (obecnie na terenie Ukrainy) (prawa miejskie od 1443, pod zaborem miasteczko; gmina miejska od 4 grudnia 1910[224])
- Skałat (obecnie na terenie Ukrainy) (prawa miejskie od ok. 1600, pod zaborem miasteczko; gmina miejska od 3 lipca 1896[197])
- Skawina (MP) (prawa miejskie od 1364, gmina miejska od 3 lipca 1896[197])
- Skole (obecnie na terenie Ukrainy) (prawa miejskie od 1397, pod zaborem miasteczko; gmina miejska od 3 lipca 1896[197])
- Sokołów (Małopolski) (PK) (prawa miejskie od 1608, pod zaborem miasteczko; gmina miejska od 3 lipca 1896[197])
- Stary Sambor (obecnie na terenie Ukrainy) (prawa miejskie od 1552, gmina miejska od 3 lipca 1896[197])
- Stary Sącz (MP) (prawa miejskie od 1273, gmina miejska od 3 lipca 1896[197])
- Strzyżów (PK) (prawa miejskie od 1481, pod zaborem miasteczko; gmina miejska od 3 lipca 1896[197])
- Sucha (Beskidzka) (MP) (1843 sklasyfikowana pod zaborem jako miasteczko; gmina miejska od 3 lipca 1896[197])
- Tarnobrzeg (PK) (prawa miejskie od 1593, pod zaborem miasteczko; gmina miejska od 3 lipca 1896[197])
- Tłumacz (obecnie na terenie Ukrainy) (prawa miejskie od 1448, pod zaborem miasteczko; gmina miejska od 3 lipca 1896[197])
- Trzebinia (MP) (prawa miejskie od 1817, pod zaborem miasteczko; gmina miejska od 27 kwietnia 1931[226])
- Turka (obecnie na terenie Ukrainy) (prawa miejskie od 1730, pod zaborem miasteczko; gmina miejska od 3 lipca 1896[197])
- Tyczyn (PK) (prawa miejskie od 1368, pod zaborem miasteczko; gmina miejska od 3 lipca 1896[197])
- Tyśmienica (obecnie na terenie Ukrainy) (prawa miejskie od 1448, gmina miejska od 3 lipca 1896[197])
- Uhnów (obecnie na terenie Ukrainy) (prawa miejskie od 1462, pod zaborem miasteczko; gmina miejska od 3 lipca 1896[197])
- Ustrzyki Dolne (PK) (prawa miejskie od 1727, pod zaborem miasteczko; gmina miejska od 3 lipca 1896[197])
- Zabłotów (obecnie na terenie Ukrainy) (1784 sklasyfikowany pod zaborem jako miasteczko; gmina miejska od 3 lipca 1896[197])
- Zaleszczyki (obecnie na terenie Ukrainy) (prawa miejskie od 1766, gmina miejska od 3 lipca 1896[197])
- Załoźce (obecnie na terenie Ukrainy) (prawa miejskie od 1511, pod zaborem miasteczko; gmina miejska od 3 lipca 1896[197])
- Zbaraż (obecnie na terenie Ukrainy) (prawa miejskie od 1689, gmina miejska od 3 lipca 1896[197])
- Zborów (obecnie na terenie Ukrainy) (prawa miejskie od 1639, pod zaborem miasteczko; gmina miejska od 3 lipca 1896[197])
- Żurawno (obecnie na terenie Ukrainy) (prawa miejskie od 1563, pod zaborem miasteczko; gmina miejska od 3 lipca 1896[197])
- Żydaczów (obecnie na terenie Ukrainy) (prawa miejskie od 1393, gmina miejska od 3 lipca 1896[197])
- Żywiec (ŚL) (prawa miejskie od 1300, gmina miejska od 3 lipca 1896[197])

#### Kategoria 2
Kategoria obejmuje gminy miejskie (ustawa 1896) sklasyfikowane przez władze austriackie jako miasta lub miasteczka, z ludnością mniejszą niż 3000 mieszkańców, przez co wymagane były indywidualne rozporządzenia aby podnieść je do rzędu miast (ustawa 1889).
2 czerwca 1934
- Sieniawa[268] (PK) (prawa miejskie od 1676, pod zaborem miasteczko; gmina miejska od 3 lipca 1896[197])

1 kwietnia 1934
- Kalwaria Zebrzydowska[269] (MP) (prawa miejskie od 1588, pod zaborem miasteczko; gmina miejska od 3 lipca 1896[197])
- Limanowa[269] (MP) (prawa miejskie od 1565, pod zaborem miasteczko; gmina miejska od 3 lipca 1896[197])
- Muszyna[269] (MP) (prawa miejskie od 1340, pod zaborem miasteczko; gmina miejska od 3 lipca 1896[197])
- Radomyśl Wielki[269] (PK) (prawa miejskie od 1581, pod zaborem miasteczko; gmina miejska od 3 lipca 1896[197])
- Sędziszów[269] (PK) (prawa miejskie od 1483, pod zaborem miasteczko; gmina miejska od 3 lipca 1896[197])
- Tuchów[269] (MP) (prawa miejskie od 1340, pod zaborem miasteczko; gmina miejska od 3 lipca 1896[197])
- Wilamowice[269] (ŚL) (prawa miejskie od 1818, pod zaborem miasteczko; gmina miejska od 3 lipca 1896[197])
- Zator (MP) (prawa miejskie od 1292; gmina miejska od 3 lipca 1896[197])
- Żabno (MP) (prawa miejskie od 1385, pod zaborem miasteczko; gmina miejska od 4 lutego 1908 [220])

31 marca 1934
- Baranów (Sandomierski)[270] (PK) (prawa miejskie od 1354, pod zaborem miasteczko; gmina miejska od 3 lipca 1896[197])
- Cieszanów[270] (PK) (prawa miejskie od 1590, pod zaborem miasteczko; gmina miejska od 3 lipca 1896[197])
- Dukla[270] (PK) (prawa miejskie od 1380, pod zaborem miasteczko; gmina miejska od 3 lipca 1896[197])
- Głogów (Małopolski)[270] (PK) (prawa miejskie od 1578, pod zaborem miasteczko; gmina miejska od 29 czerwca 1909[222])
- Janów[270] (obecnie na terenie Ukrainy) (prawa miejskie od 1611, pod zaborem miasteczko; gmina miejska od 3 lipca 1896[197])
- Jaryczów Nowy[270] (obecnie na terenie Ukrainy) (prawa miejskie od 1618, pod zaborem miasteczko; gmina miejska od 3 lipca 1896[197])
- Kańczuga[270] (PK) (prawa miejskie od 1442, pod zaborem miasteczko; gmina miejska od 3 lipca 1896[197])
- Krakowiec[270] (obecnie na terenie Ukrainy) (prawa miejskie od 1520, pod zaborem miasteczko; gmina miejska od 3 lipca 1896[197])
- Radymno[270] (PK) (prawa miejskie od 1431, pod zaborem miasteczko; gmina miejska od 3 lipca 1896[197])
- Szczerzec[270] (obecnie na terenie Ukrainy) (prawa miejskie od 1397, pod zaborem miasteczko; gmina miejska od 3 lipca 1896[197])

24 marca 1934
- Husiatyn (obecnie na terenie Ukrainy) (prawa miejskie od 1559, gmina miejska od 3 lipca 1896[197])

#### Kategoria 3
Kategoria obejmuje gminy miejskie (ustawa 1896) z ludnością większą niż 3000 mieszkańców, lecz sklasyfikowane przez władze austriackie jako wsie, przez co wymagane były indywidualne rozporządzenia aby podnieść je do rzędu miast (ustawa 1889).
20 października 1933
- Jaworzno[271] (ŚL) (gmina miejska оd 21 września 1901[228])[258]
- Krynica-Zdrój[271][272] (MP) (gmina miejska оd 21 lipca 1911[231])
- Krzeszowice[271] (MP) (gmina miejska od 1 stycznia 1925[235])
- Nisko[273] (PK) (gmina miejska od 3 lipca 1896[274])
- Szczakowa[271] (ŚL) (gmina miejska od 3 lipca 1896[274]; w 1956 włączona do Jaworzna[275])
- Winniki[276] (obecnie na terenie Ukrainy) (gmina miejska od 1 stycznia 1924[234])
- Zakopane[271] (MP) (gmina miejska od 24 stycznia 1900[263])

14 sierpnia 1933
- Borysław[277] (obecnie na terenie Ukrainy) (gmina miejska od 6 marca 1906[229])

#### Kategoria 4
Kategoria obejmuje gminy z ludnością większą niż 3000 mieszkańców i sklasyfikowane przez władze austriackie jako miasteczka, jednak od 1896 roku posiadające status gmin wiejskich (ustawa 1866), przez co wymagane były indywidualne rozporządzenia aby podnieść je do rzędu miast (ustawa 1889).
1 kwietnia 1934
- Chorostków[278] (obecnie na terenie Ukrainy) (prawa miejskie od 1578, pod zaborem miasteczko; od 3 lipca 1896 gmina wiejska)
- Mielnica[279] (obecnie na terenie Ukrainy) (prawa miejskie od 1767, od 3 lipca 1896 gmina wiejska)
- Tłuste[279] (obecnie na terenie Ukrainy) (prawa miasteczka od 1549, pod zaborem miasteczko; od 3 lipca 1896 gmina wiejska)

****************************************************************************************************

### 1932
23 czerwca 1932
- Siemianowice Śląskie[280] (ŚL)

### 1931
27 czerwca 1931
- Lachowicze[281] (nowogródzkie) (obecnie na terenie Białorusi)

27 kwietnia 1931
- Trzebinia[226][282] (MP) – otrzymanie statusu gminy miejskiej na prawach miasteczka, prawa miejskie dopiero w 1934

1 stycznia 1931
- Pelplin[283] (PM)

### 1930
19 maja 1930
- Wolbrom[284] (MP) (prawa miejskie 1321–1870)

## lata 1920.

### 1929
11 lipca 1929
- Kowalewo[285] (KP) (prawa miejskie 1275–1833; obecnie Kowalewo Pomorskie)

21 maja 1929
- Mołodeczno[286] (wileńskie) (obecnie na terenie Białorusi)
- Wołożyn[287] (nowogródzkie) (obecnie na terenie Białorusi)

### 1928
1 kwietnia 1928
- Otynia[225][288] (stanisławowskie) – otrzymanie statusu gminy miejskiej na prawach miasteczka (od 1784), prawa miejskie dopiero w 1934

### 1927
31 października 1927
- Jedwabne[289] (PL) (prawa miejskie 1736–1827)
- Kazimierz Dolny[290] (LB) (prawa miejskie 1370–1870)

15 kwietnia 1927
- Rokitno[291] (poleskie) (obecnie na terenie Ukrainy)

1 kwietnia 1927
- Koniecpol[292] (ŚL) (prawa miejskie 1403–1870)
- Skalbmierz[293] (ŚW) (prawa miejskie 1342–1870)

14 lutego 1927
- Sulejów[294] (ŁD) (prawa miejskie 1296–1870)

11 lutego 1927
- Nowogród[295] (PL) (prawa miejskie 1427–1870, samorząd miejski przywrócony przez niemieckiego okupanta podczas I wojny światowej, lecz miasto nie zaliczone do miast w 1919 przez co status prawno-administracyjny był nieuregulowany)

### 1926
1 września 1926
- Krośniewice[296] (ŁD) (prawa miejskie 1452–1870)

1 lipca 1926
- Czersk[297] (PM) (prawa miejskie 1386 (lub wcześniej)-1772)

1 kwietnia 1926
- Lanckorona[251] (MP) – otrzymanie statusu gminy miejskiej, posiadając już prawa miejskie (od 1361), lecz będąc dotychczas (za II RP) gminą wiejską; w 1934 utrata praw miejskich i statusu gminy miejskiej

4 marca 1926
- Gdynia[298] (PM)

13 lutego 1926
- Stołpce[299] (nowogródzkie; obecnie na terenie Białorusi) (prawa miasteczka od 1593)

1 stycznia 1926
- Zawichost[300] (ŚW) (prawa miejskie 1255–1888)

### 1925
1 października 1925
- Biała Rawska[301] (ŁD) (prawa miejskie 1498–1870, samorząd miejski przywrócony przez niemieckiego okupanta podczas I wojny światowej, lecz miasto nie zaliczone do miast w 1919 przez co status prawno-administracyjny był nieuregulowany)

9 lipca 1925
- Kłodawa[302] (WP) (prawa miejskie 1383–1870, samorząd miejski przywrócony przez niemieckiego okupanta podczas I wojny światowej, lecz miasto nie zaliczone do miast w 1919 przez co status prawno-administracyjny był nieuregulowany)

1 lipca 1925
- Zwoleń[303] (MZ) (prawa miejskie 1425–1870)
- Żuromin[304] (MZ) (prawa miejskie 1765–1870)

14 stycznia 1925
- Głowno[305] (ŁD) (prawa miejskie 1427–1870, samorząd miejski przywrócony przez niemieckiego okupanta podczas I wojny światowej, lecz miasto nie zaliczone do miast w 1919 przez co status prawno-administracyjny był nieuregulowany)

1 stycznia 1925
- Bełchatów[306] (ŁD) (prawa miejskie 1737–1870)
- Czarny Dunajec[236] (MP) – otrzymanie statusu gminy miejskiej bez praw miejskich, od 1934 znów gmina wiejska (prawa miejskie 2023)
- Iłża[307] (MZ) (prawa miejskie 1239–1870)
- Krzeszowice[235] (MP) – otrzymanie statusu gminy miejskiej bez praw miejskich, prawa miejskie dopiero w 1933
- Łapy[308] (PL)

### 1924
31 grudnia 1924
- Podgórz[309] (KP) (prawa miejskie 1611–1876; od 1938 dzielnica Torunia)

1 maja 1924
- Bielawa[310] (DŚ) (prawa miejskie poza administracją Polski)

5 marca 1924
- Aleksandrów[311] (ŁD) (prawa miejskie 1822–1870, obecnie Aleksandrów Łódzki)

1 stycznia 1924
- Konstantynów (ŁD)[312] (prawa miejskie 1830–1870, obecnie Konstantynów Łódzki)
- Rajgród[313] (PL) (prawa miejskie 1566–1870, samorząd miejski przywrócony przez niemieckiego okupanta podczas I wojny światowej, lecz miejscowość nie zaliczona do miast w 1919 przez co status prawno-administracyjny był nieuregulowany)
- Tuszyn[314] (ŁD) (prawa miejskie 1416–1870)
- Winniki[234] (lwowskie) – otrzymanie statusu gminy miejskiej bez praw miejskich, prawa miejskie dopiero w 1934
- Żychlin[315] (ŁD) (prawa miejskie przed 1397–1870)

### 1923
11 maja 1923
- Sejny[316] (PL) (prawa miejskie 1602–1919, miasto nie zaliczone do miast w 1919, utrzymując jednak samorząd miejski, przez co status prawno-administracyjny miejscowości był nieuregulowany)

14 kwietnia 1923
- Kartuzy[317] (PM)

1 marca 1923
- Proszowice[318] (MP) (prawa miejskie 1358–1870, samorząd miejski przywrócony przez austriackiego okupanta podczas I wojny światowej, lecz miejscowość nie zaliczona do miast w 1919 przez co status prawno-administracyjny był nieuregulowany)
- Stryków[318] (ŁD) (prawa miejskie 1394–1870, samorząd miejski przywrócony przez niemieckiego okupanta podczas I wojny światowej, lecz miejscowość nie zaliczona do miast w 1919 przez co status prawno-administracyjny był nieuregulowany)

26 lutego 1923
- Suraż[319] (PL) (prawa miejskie 1440–1919, miejscowość nie zaliczona do miast w 1919, utrzymując jednak samorząd miejski, przez co status prawno-administracyjny miejscowości był nieuregulowany)

24 lutego 1923
- Ruda Pabianicka[320] (ŁD) (od 1946 dzielnica Łodzi)

1 stycznia 1923
- Kamienna[321] (ŚW) (od 1928, po połączenie ze Skarżyskiem, jako Skarżysko-Kamienna)
- Kostopol[322] (wołyńskie) (obecnie na terenie Ukrainy)
- Serock[323] (MZ) (prawa miejskie 1417–1870)
- Szczekociny[324] (ŚL) (prawa miejskie 1398–1870)

### 1922
1 października 1922
- Zabrze[325] (ŚL) (prawa miejskie poza administracją Polski)

1 lipca 1922
- Raciąż[326] (MZ) (prawa miejskie 1425–1870)
- Skaryszew[327] (MZ) (prawa miejskie 1264–1870)
- Wyśmierzyce[328] (MZ) (prawa miejskie 1338–1870)

1 marca 1922
- Brok[329] (MZ) (prawa miejskie 1501–1870)

### 1921
1 sierpnia 1921
- Chodecz[330] (KP) (prawa miejskie 1442–1812 i 1822–1870, samorząd miejski przywrócony przez niemieckiego okupanta podczas I wojny światowej, lecz miejscowość nie zaliczona do miast w 1919 przez co status prawno-administracyjny był nieuregulowany)
- Golina[330] (WP) (prawa miejskie 1330–1870, samorząd miejski przywrócony przez niemieckiego okupanta podczas I wojny światowej, lecz miejscowość nie zaliczona do miast w 1919 przez co status prawno-administracyjny był nieuregulowany)
- Rychwał[330] (WP) (prawa miejskie 1458–1870, samorząd miejski przywrócony przez niemieckiego okupanta podczas I wojny światowej, lecz miejscowość nie zaliczona do miast w 1919 przez co status prawno-administracyjny był nieuregulowany)
- Ślesin[330] (WP) (prawa miejskie 1358–1870, samorząd miejski przywrócony przez niemieckiego okupanta podczas I wojny światowej, lecz miejscowość nie zaliczona do miast w 1919 przez co status prawno-administracyjny był nieuregulowany)

### 1920
7 stycznia 1920
- Krynki[331] (PL) (prawa miejskie 1569–1875 >> miasteczko; w 1950 utrata praw miejskich[332]; od 2009 znów miasto[333])

## lata 1910.

### 1919
Przemiany administracyjne w kategorii miast w 1919 roku na obszarze województw centralnych wymagają szczególnego omówienia.
4 lutego 1919 roku ukazał się dekret o samorządzie miejskim, według którego za miasta uznano 150 miejscowości na terenie Generalnego Gubernatorstwa w granicach byłego Królestwa Kongresowego (a więc bez obszarów Ober-Ostu). Lista obejmowała miejscowości należące do różnych kategorii pod względem praw miejskich. Były to zarówno miasta, jak i miejscowości które w dniu wydania dekretu praw miejskich nie posiadały:
- Miejscowości podniesione do rzędu miast (40)
  - Kat. 1: 35 miejscowości (osad miejskich) które zostały pozbawione praw miejskich ukazem carskim z 1869[335]
  - Kat. 2: 1 miejscowość która została pozbawiona praw miejskich w ramach korekty ukazu carskiego z 1869 (1883)[336]
  - Kat. 3: 1 miejscowość która od 1908 była osadą miejską w rozumieniu ukazu carskiego z 1869, lecz nigdy wcześniej praw miejskich nie posiadała[337]
  - Kat. 4: 2 miejscowości która wcześniej praw miejskich nigdy nie posiadały[338]
- Miasta (110)
  - Kat. 5: 94 miejscowości będącymi miastami nieprzerwanie od XIII–XVII wieku[339]
  - Kat. 6: 11 miejscowości które prawa miejskie uzyskały lub odzyskały od austriackich bądź niemieckich władz okupacyjnych podczas I wojny światowej[340]
  - Kat. 7: 3 miejscowości które prawa miejskie uzyskały w czasie autonomii Królestwa Kongresowego[341]
  - Kat. 8: 2 miejscowości które prawa miejskie otrzymały od władz carskich na początku XX wieku[342]

Powyższy dekret nie objął początkowo trzech powiatów byłej guberni suwalskiej, które weszły w skład II RP (augustowskiego, sejneńskiego i suwalskiego) oraz czterech powiatów z byłej guberni siedleckiej (bialskiego, konstantynowskiego, radzyńskiego i włodawskiego, podlegających do końca 1918 roku pod Ober-Ost); nie objął też trzech powiatów byłej guberni grodzieńskiej (białostockiego, bielskiego i sokólskiego), które w 1919 roku przyłączono do województwa białostockiego. Działanie dekretu o samorządzie miejskim na miejscowości w wymienionych powiatach rozciągnięto trzema osobnymi rozporządzeniami: z 25 września 1919, 13 października 1919 i 22 października 1919; łącznie za miasta uznano 31 miejscowości, jednemu – Orli – odebrano prawa miejskie z dniem 22 października 1919 a miasteczko Suraż oraz miasto Sejny nie zostały zaliczone do miast. Brak jedynie rozporządzenia dotyczącego Augustowa i Suwałk (które statusu miejskiego nigdy nie utraciły). 34 miejscowości z obszaru Ober-Ostu które uznano za miasta należały do następujących kategorii:
- Miejscowości podniesione do rzędu miast (22)
  - Kat. 1: 3 miejscowości (osady miejskie) które zostały pozbawione praw miejskich ukazem carskim z 1869[347]
  - Kat. 4: 1 miejscowość która wcześniej praw miejskich nigdy nie posiadała[348]
  - Kat. 9: 18 miejscowości które od reform w 1875 bądź 1892 r. posiadały zaledwie prawa miasteczka[349][350]
- Miasta (17)
  - Kat. 5: 12 miejscowości będącymi miastami nieprzerwanie od XII-XVII wieku[350][351]

Podczas pracy nad Rocznikiem Statystycznym GUS-u w 1920/21 istniało na terenie województw centralnych 21 miejscowości o nieuregulowanym charakterze prawnym. Były to miejscowości, którym samorząd miejski został nadany przez okupanta (a więc de facto funkcjonujące już jako gminy miejskie), a które nie zostały wymienione w dekrecie z 4 lutego 1919. Jednostkami tymi, których sprawa charakteru prawno-administracyjnego została zadecydowana w latach 1921–1927 (przez rozciągnięcie na nie dekretu na mocy indywidualnych rozporządzeń wydanych na podstawie ustawy z 20 lutego 1920 roku) były „miejscowości”: Chodecz, Golina, Rychwał, Ślesin, Stryków, Proszowice i Suraż oraz „miasta”: Sejny, Rajgród, Głowno, Biała Rawska i Nowogród. Pozostałym dziewięciu jednostkom skasowano ustrój miejski: Burzeninowi, Osięcinom, Piotrkowowi (Kujawskiemu), Skulskowi, Śniadowowi, Stopnicy, Wiźnie, Kłodawie i Jedwabnemu (dwóm ostatnim nadano jednak status miejski w 1925 względnie w 1927 roku).
Poniższa lista uwzględnia tylko miejscowości podniesione do rzędu miast według powyższej klasyfikacji, a więc miejscowości którym nadano prawa miejskie, niezależnie od uprzedniego statusu administracyjnego. Lista nie uwzględnia natomiast tych 128 miast, które nieprzerwanie posiadały prawa miejskie. Listę uszeregowano najpierw według kategorii, a następnie według daty.

#### Kategoria 1
Miejscowości (osady miejske byłego Królestwa Polskiego), które zostały pozbawione praw miejskich ukazem carskim z 1869.
22 października 1919
- Janów Podlaski[241][346][355] (LB) (prawa miejskie 1465–1870; w 1945 ponowna utrata praw miejskich)
- Łosice[241][346][355] (MZ) (prawa miejskie 1505–1870)

13 października 1919
- Ostrów[241][345] (LB) (prawa miejskie 1548–1870)

7 lutego 1919
- Chorzele[334] (MZ) (prawa miejskie 1542–1870)
- Czeladź[334] (ŚL) (prawa miejskie 1325–1870)
- Dobra[334] (WP) (prawa miejskie 1392–1870)
- Dobrzyń nad Drwęcą[334] (KP) (prawa miejskie 1789–1870; w 1951 połączony z Golubiem utworzył miasto Golub-Dobrzyń[115])
- Grajewo (PL)[334] (prawa miejskie 1540–1870)
- Grodzisk[334] (MZ) (prawa miejskie 1522–1870)
- Kleczew (WP)[334] (prawa miejskie 1366–1870)
- Kłobuck (ŚL)[334] (prawa miejskie 1244–1870)
- Kock (LB)[334] (prawa miejskie 1417–1870)
- Kowal[334] (KP) (prawa miejskie 1339–1870)
- Krzepice (ŚL)[334] (prawa miejskie 1357–1870)
- Lubień[334] (KP) (prawa miejskie 1566–1870)
- Lubraniec (KP)[334] (prawa miejskie 1509–1870)
- Mogielnica (MZ)[334] (prawa miejskie 1317–1870)
- Mordy (MZ)[334] (prawa miejskie 1488–1870)
- Praszka[334] (OP) (prawa miejskie 1392–1870)
- Przedecz[334] (WP) (prawa miejskie 1363–1870)
- Pyzdry[334] (WP) (prawa miejskie 1257–1870)
- Radziejów[334] (KP) (prawa miejskie 1252–1870)
- Różan[334] (MZ) (prawa miejskie 1378–1870)
- Sokoły[334][355] (PL) (prawa miejskie 1827–1870; w 1950 ponowna utrata praw miejskich[356])
- Stawiski[334] (PL) (prawa miejskie 1688–1870)
- Stawiszyn[334] (WP) (prawa miejskie 1291–1870)
- Stoczek[334] (LB) (prawa miejskie 1540–1870)
- Szadek[334] (ŁD) (prawa miejskie 1295–1870)
- Tuliszków[334] (WP) (prawa miejskie 1458–1870)
- Uniejów[334] (ŁD) (prawa miejskie 1290–1870)
- Wieruszów[334] (ŁD) (prawa miejskie 1368–1870)
- Władysławów[334] (WP) (prawa miejskie 1727–1870; w 1934 ponowna utrata praw miejskich[357])
- Wysokie Mazowieckie[334] (PL) (prawa miejskie 1503–1870)
- Wyszków[334] (MZ) (prawa miejskie 1502–1870)
- Zagórów[334] (WP) (prawa miejskie 1407–1870)
- Zambrów[334] (PL) (prawa miejskie 1430–1870)
- Złoczew[334] (ŁD) (prawa miejskie 1605–1870)

#### Kategoria 2
Miejscowość (byłe Królestwo Polskie), która została pozbawiona praw miejskich w ramach korekty ukazu carskiego z 1869 (w 1883 roku).
7 lutego 1919
- Góra Kalwaria[334] (MZ) (prawa miejskie 1670–1883)

#### Kategoria 3
Miejscowość (byłe Królestwo Polskie), która od 1908 była osadą miejską w rozumieniu Ukazu Carskiego z 1869, lecz nigdy wcześniej praw miejskich nie posiadała.
7 lutego 1919
- Ciechocinek[334] (KP)

#### Kategoria 4
Miejscowości (byłe Królestwo Polskie oraz obwód białostcki) która wcześniej praw miejskich nigdy nie posiadały.
29 września 1919
- Starosielce[344][358] (PL) (od 1954 dzielnica Białegostoku)

7 lutego 1919
- Aleksandrów[334] (KP)
- Wołomin[334] (MZ)

#### Kategoria 9
Miejscowości dawnego obwodu białostockiego, które od reform w 1875 i 1892 w Rosji posiadały zaledwie prawa miasteczka.
- Boćki[346] (PL) (prawa miejskie 1509–1875 >> miasteczko; w 1934 utrata praw miejskich[332])
- Brańsk[346] (PL) (prawa miejskie 1493–1892 >> miasteczko)
- Choroszcz[344] (PL) (prawa miejskie 1507–1875 >> miasteczko)
- Ciechanowiec[346] (PL) (prawa miejskie 1429–1892 >> miasteczko)
- Dąbrowa Grodzieńska[345] (PL) (prawa miejskie 1712–1892 >> miasteczko; w 1950 utrata praw miejskich[356]; od 1965 znów miasto[359])
- Drohiczyn[346] (PL) (prawa miejskie 1409–1892 >> miasteczko; w 1941 utrata praw miejskich; od 1950 znów miasto)
- Kleszczele[346] (PL) (prawa miejskie 1523–1892 >> miasteczko; w 1950 utrata praw miejskich[356]; od 1993 znów prawa miejskie[47])
- Knyszyn[344] (PL) (prawa miejskie 1537–1892 >> miasteczko)
- Mielnik[346] (PL) (prawa miejskie 1440–1892 >> miasteczko; w 1934 utrata praw miejskich[332])
- Narew[346] (PL) (prawa miejskie 1529–1892 >> miasteczko; w 1934 utrata praw miejskich[332])
- Nowy Dwór[345] (PL) (prawa miejskie 1578–1892 >> miasteczko; w 1934 utrata praw miejskich[332])
- Odelsk[345] (woj. białostockie; obecnie na terenie Białorusi) (prawa miejskie 1588–1892 >> miasteczko; w 1934 utrata praw miejskich[332])
- Orla (PL) (prawa miejskie 1507–1875 >> miasteczko; 28 października 1919, po miesiącu utrata praw miejskich[346])
- Siemiatycze[346] (PL) (prawa miejskie 1542–1892 >> miasteczko)
- Suchowola[345] (PL) (prawa miejskie 1777–1892 >> miasteczko; w 1950 utrata praw miejskich[356]; od 1997 znów prawa miejskie[40])
- Supraśl[344] (PL) (prawa miejskie 1509–1875 >> miasteczko)
- Wasilków[344] (PL) (prawa miejskie 1567–1892 >> miasteczko)
- Zabłudowo[346] (PL) (prawa miejskie 1563–1875 >> miasteczko)

### 1917
Generalne Gubernatorstwo Lubelskie (okupacja austriacko-węgierska):
1 lutego 1917
- Słomniki (MP) (prawa miejskie 1358–1870; w 1917 prawa miejskie poza administracją Polski)

### 1916
Generalne Gubernatorstwo Warszawskie (okupacja niemiecka):
Okupant niemiecki wprowadził nową ustawę o miastach, obowiązującą od 1 lipca 1915. W dniu tym uchylono wszystkie dotychczasowe przepisy o prowadzeniu spraw administracji miejskiej. W myśl tej ustawy szereg miast otrzymało bądź odzyskało prawa miejskie:
10 grudnia 1916
- Góra Kalwaria (MZ) (prawa miejskie 1670–1883; w 1916 prawa miejskie poza administracją Polski, potwierdzone w 1919 roku przez władze polskie)
- Grodzisk Mazowiecki (MZ) (prawa miejskie 1522-1870; w 1916 prawa miejskie poza administracją Polski, potwierdzone w 1919 roku przez władze polskie)
- Mogielnica (MZ) (prawa miejskie 1317–1870; w 1916 prawa miejskie poza administracją Polski, potwierdzone w 1919 roku przez władze polskie)
- Nowe Miasto nad Pilicą (MZ) (prawa miejskie 1400–1870; w 1916 prawa miejskie poza administracją Polski, potwierdzone w 1919 roku przez władze polskie)
- Otwock (MZ) (w 1916 prawa miejskie poza administracją Polski, potwierdzone w 1919 roku przez władze polskie)
- Piaseczno (MZ) (prawa miejskie 1429–1870; w 1916 prawa miejskie poza administracją Polski, potwierdzone w 1919 roku przez władze polskie)
- Pruszków[362] (MZ) (w 1916 prawa miejskie poza administracją Polski, potwierdzone w 1919 roku przez władze polskie)
- Wiskitki (MZ) (prawa miejskie 1595–1870; w 1916 prawa miejskie poza administracją Polski, niepotwierdzone w 1919 roku przez władze polskie)
- Żyrardów[131][363] (MZ) (prawa miejskie poza administracją Polski, potwierdzone w 1919 roku przez władze polskie)

Generalne Gubernatorstwo Lubelskie (okupacja austriacko-węgierska):
1 października 1916
(Często spotykana data 18 sierpnia 1916 jest zaledwie datą wydania rozporządzenia dot. ordynacji miejskiej dla 34 miast. Ostatni paragraf (22) rozporządzenie wyraźnie stwierdza, że rozporządzenie wchodzi w życie 1 października 1916.)
- Busk (ŚW) (prawa miejskie 1287–1870; w 1916 prawa miejskie poza administracją Polski, potwierdzone w 1919 roku przez władze polskie)
- Dąbrowa (ŚL) (1916 prawa miejskie poza administracją Polski, potwierdzone w 1919 roku przez władze polskie)
- Jędrzejów (ŚW) (prawa miejskie 1271–1870; w 1916 prawa miejskie poza administracją Polski, potwierdzone w 1919 roku przez władze polskie)
- Wierzbnik (ŚW) (prawa miejskie 1624–1870); w 1916 prawa miejskie poza administracją Polski, potwierdzone w 1919 roku przez władze polskie; w 1931 połączony z osadą fabryczną i wsią Starachowice utworzył nowe miasto Wierzbnik-Starachowice – od 1939 jako Starachowice-Wierzbnik, od 1949 jako Starachowice
- Włoszczowa (ŚW) (prawa miejskie 1539–1870; w 1916 prawa miejskie poza administracją Polski, potwierdzone w 1919 roku przez władze polskie)

Brak daty
- Iłża (MZ) (prawa miejskie 1239–1870; w 1916 prawa miejskie poza administracją Polski, niepotwierdzone w 1919 roku przez władze polskie, dopiero w 1925)
- Solec (MZ) (prawa miejskie 1370–1870; w 1916 prawa miejskie poza administracją Polski, niepotwierdzone w 1919 roku przez władze polskie)

### 1915
5 listopada 1915
- Czeladź (ŚL) (prawa miejskie 1242–1870; w 1915 prawa miejskie poza administracją Polski, potwierdzone w 1919 roku przez władze polskie)

1 lipca 1915
- Krzepice (ŚL) (prawa miejskie 1357–1870; w 1915 prawa miejskie poza administracją Polski, potwierdzone w 1919 roku przez władze polskie)
- Mrzygłód (ŚL) (prawa miejskie (1412–1870; w 1915 prawa miejskie poza administracją Polski, niepotwierdzone w 1919 roku przez władze polskie)
- Zawiercie[367] (ŚL) (w 1915 prawa miejskie poza administracją Polski, potwierdzone w 1919 roku przez władze polskie)

brak daty
- Tarnogród (LL) (prawa miejskie (1567–1870; w 1915 prawa miejskie poza administracją Polski, niepotwierdzone w 1919 roku przez władze polskie)

### 1914
26 czerwca 1914
- Knihinin Wieś[232] (obecnie na terytorium Ukrainy; otrzymanie statusu gminy miejskiej (na prawach wsi) poza administracją Polski, w 1925 włączony do Stanisławowa[233])

### 1912
27 lipca 1912
- Dębica[248][265] (PK) (prawa miejskie od 1372, pod zaborem miasteczko; gmina miejska od 3 lipca 1896[197], 27 lipca 1912 zmiana charakteru z miasteczka na miasto, jednak nadal pod ustawą z 3 lipca 1896)

### 1911
21 lipca 1911
- Krynica-Zdrój[368] (MP; otrzymanie statusu gminy miejskiej (na prawach wsi) poza administracją Polski, prawa miejskie w 1933)

### 1910
4 grudnia 1910
- Skała (Podolska)[224] (obecnie na terytorium Ukrainy; otrzymanie statusu gminy miejskiej (na prawach miasteczka) poza administracją Polski, prawa miejskie w 1934)

20 marca 1910
- Uście Solne[223] (MP; otrzymanie statusu gminy miejskiej (na prawach miasteczka) poza administracją Polski, utrata statusu gminy miejskiej w 1934)

## lata 1900.

### 1909
29 czerwca 1909
- Głogów (Małopolski)[369] (PK; otrzymanie statusu gminy miejskiej (na prawach miasteczka) poza administracją Polski, prawa miejskie w 1934))

### 1908
24 listopada 1908
- Kopyczyńce[370] (obecnie na terytorium Ukrainy; otrzymanie statusu gminy miejskiej (na prawach miasteczka) poza administracją Polski, prawa miejskie w 1934)

4 lutego 1908
- Żabno[257] (MP; otrzymanie statusu gminy miejskiej (na prawach miasteczka) poza administracją Polski, prawa miejskie w 1934)

### 1906
7 listopada 1906
- Puławy[371] (LB) (w 1906 prawa miejskie poza administracją Polski)

6 marca 1906
- Borysław[229] (obecnie na terytorium Ukrainy; otrzymanie statusu gminy miejskiej (na prawach wsi) poza administracją Polski, prawa miejskie w 1933)
- Tustanowice[229] (obecnie na terytorium Ukrainy; otrzymanie statusu gminy miejskiej (na prawach wsi) poza administracją Polski, w 1930 włączone do Borysławia[230])

### 1905
7 maja 1905
- Ulanów[219] (PK; otrzymanie statusu gminy miejskiej (na prawach miasteczka) poza administracją Polski, status gminy miejskiej utracony w 1934, prawa miejskie w 1958)

### 1902
23 czerwca 1902
- Sosnowiec (ŚL; prawa miejskie poza administracją Polski)

1 kwietnia 1902
- Sopot[376] (PM; prawa miejskie poza administracją Polski)

### 1901
21 września 1901
- Jaworzno[228] (ŚL; otrzymanie statusu gminy miejskiej (na prawach miasteczka) poza administracją Polski, prawa miejskie w 1933)

### 1900
24 stycznia 1900
- Zakopane[227] (MP; otrzymanie statusu gminy miejskiej (na prawach wsi) poza administracją Polski, prawa miejskie w 1933)

## Okoliczności szczególne, błędne interpretacje i wątpliwości
- 2017–2020: Chełmiec – Rada Gminy w Chełmcu uchwałą XXI/405/2016, w oparciu o wcześniej przeprowadzone konsultacje, wyraziła pozytywną opinię w sprawie nadania statusu miasta miejscowości Chełmiec. 21 lutego 2017 wniosek o zmianę statusu miejscowości Chełmiec został podpisany przez Przewodniczącego Rady Gminy Chełmiec Józefa Zygmunta[377][378]. Rozporządzeniem Rady Ministrów z 24 lipca 2017 Chełmiec miał uzyskać status miasta z dniem 1 stycznia 2018[379]. Jednak w grudniu 2017 chełmieccy radni zakwestionowali rzetelność przeprowadzenia konsultacji społecznych, po czym powstała awantura w Chełmcu[380]. Na skutek interwencji radnych Rada Ministrów zmieniła zdanie, publikując 6 grudnia projekt zmieniający rozporządzenie z dnia 24 lipca 2017 r, odraczając nadanie statusu miasta Chełmcowi o jeden rok (tzn. do 1 stycznia 2019), co z kolei ma pozwolić wszystkim zainteresowanym na ponowną analizę zasadności tej regulacji, w tym rzetelne skonsultowanie jej z mieszkańcami[381][382][383]. Mimo buntu przyszłego burmistrza Chełmca, Bernarda Stawiarskiego (zarzucającego MSWiA „działanie po cichu i w pełnej konspiracji” i łamanie Konstytucji)[384][385], odroczenie daty zatwierdzono Rozporządzeniem Rady Ministrów z dnia 27 grudnia 2017, wchodzącym w życie 31 grudnia 2017[385][386]. 27 stycznia radni zdecydowali, że sprawa Chełmca trafi do Trybunału Konstytucyjnego[387]. Sprawa rzekomo źle przeprowadzonych konsultacji została rozpatrywana w prokuraturze, a żaden właściwy organ nie wydał negatywnej opinii na temat tych konsultacji. W związku z tym, podczas sesji gminnego samorządu 26 czerwca 2018 radni podjęli decyzję o podtrzymaniu w całości wniosku i opinii lokalnego samorządu w sprawie przekształcenia wsi w miasto. Oznacza to też, że nowe konsultacje nie będą przeprowadzane. Ostatecznie trzynastu radnych poparło wniosek, a ośmiu zagłosowało przeciw, przez co uchwała została przyjęta[388]. 12 grudnia 2018 MSWiA wydało projekt zmieniający rozporządzenie z 24 lipca 2017 przez usunięcie z listy przyszłych miast Chełmca, dodanego do niej rozporządzeniem z 30 grudnia 2017[389] a mającym wejść w życie 1 stycznia 2019 (a więc praktycznie unieważniając zmiany wprowadzone rozporządzeniem z 30 grudnia 2017)[390]. Przyczyną zmiany zdania były: a) brak przeprowadzenia ponownych konsultacji z mieszkańcami w sprawie nadania statusu miasta Chełmcowi, których pierwsza rendycja (w 2017) została zakwestionowana przez część radnych gminy jako nierzetelna, a co z kolei stało się powodem odroczenia nadania statusu miasta Chełmcowi o rok (z 1 stycznia 2018 na 1 stycznia 2019); b) kolejne pismo radnych gminy Chełmiec do MSWiA wnioskujące o uchylenie przepisów dotyczących nadania statusu miasta Chełmcowi z powodu nierzetelnych konsultacji w 2017; c) Sąd Rejonowy w Nowym Sączu (II Wydział Karny) uchylił uchylił postanowienie o odmowie wszczęcia śledztwa w sprawie niedopełnienia obowiązków wójta i przewodniczącego rady gminy Chełmiec w trakcie konsultacji społecznych oraz w sprawie poświadczenia nieprawdy przez tych samych co do okoliczności mających znaczenie prawne w dokumentach dotyczących zarówno konsultacji, jak i wniosku o nadanie statusu miasta. Żaden z konsultowanych resortów rządowych nie wniósł zastrzeżeń co do projektu rozporządzenia z 12 grudnia 2018[390]. Ostatecznie MSWiA powiadomiło 28 grudnia 2018, że z dniem 1 stycznia 2019 w Polsce przybędzie 10 nowych miast, wśród których nie znalazł się Chełmiec[391]. W ostateczniej wersji rozporządzenie korygującego, nadanie statusu miasta Chełmcowi zostało odroczone o kolejny rok, do 1 stycznia 2020[19], by ostatecznie pod koniec 2019 r. zrezygnować z nadawania miejscowości praw miejskich[20].
- 2019: Opatowiec – 1 stycznia 2019 Opatowiec stał się najmniejszym miastem Polski z 338 mieszkańcami, wypierając dotychczasową Wiślicę (500 mieszkańców w 2018 roku) po zaledwie jednym roku posiadania tego epitetu[391]. Z rozwoju ostatnich lat wynika, że liczba ludności projektowanego miasta nie ma już znaczenia.
- 2018: Wiślica – 1 stycznia 2018 Wiślica stała się najmniejszym miastem Polski z 503 mieszkańcami, wypierając dotychczasowe Wyśmierzyce (920 mieszkańców w 2016 roku) o 45%. Również pozytywne zaopiniowanie wniosku Józefowa nad Wisłą utworzyło kolejne (piąte) miasto w Polsce poniżej tysiąca ludności (oprócz Wyśmierzyc do tej grupy należą obecnie także Działoszyce i Suraż). Dotychczasowe kryterium ludnościowe (minimum 2000 mieszkańców) nie jest już od kilku lat przestrzegane, a w obecnej praktyce MSWiA honoruje wnioski każdego małego miasta zdegradowanego o ile spotka się z pozytywnymi – często nieznacznie – konsultacjami lokalnymi[392]
- 2017: Jastarnia – 1 stycznia 2017 odebrano status miasta gminie miejskiej Jastarnia z równoczesnym nadaniem statusu miasta miejscowości Jastarnia. Jest to zabieg administracyjny związany ze zmianą rodzaju gminy z miejskiej na miejsko-wiejską (patrz → Szczawnica poniżej).
- 2016: Pieszyce – 1 stycznia 2016 odebrano status miasta gminie miejskiej Pieszyce z równoczesnym nadaniem statusu miasta miejscowości Pieszyce. Jest to zabieg administracyjny związany ze zmianą rodzaju gminy z miejskiej na miejsko-wiejską (patrz → Szczawnica poniżej).
- 2015: Władysławowo – 1 stycznia 2015 odebrany został status miasta gminie miejskiej Władysławowo z równoczesnym nadaniem statusu miasta miejscowości Władysławowo. Jest to zabieg administracyjny związany ze zmianą rodzaju gminy z miejskiej na miejsko-wiejską[25] (patrz → Szczawnica poniżej).
- 2014: Czarna Woda – 1 stycznia 2014 odebrano status miasta gminie miejskiej Czarna Woda z równoczesnym nadaniem statusu miasta miejscowości Czarna Woda. Jest to zabieg administracyjny związany ze zmianą rodzaju gminy z miejskiej na miejsko-wiejską[26] (patrz → Szczawnica poniżej).
- 2008: Szczawnica – 1 stycznia 2008 odebrano status miasta gminie miejskiej Szczawnica z równoczesnym nadaniem statusu miasta miejscowości Szczawnica. Jest to zabieg administracyjny związany ze zmianą rodzaju gminy z miejskiej na miejsko-wiejską[393]. Rada Miasta Szczawnicy złożyła do MSWiA wniosek dotyczący zmiany granic administracyjnych miasta Szczawnica oraz zmiany statusu gminy z gminy miejskiej na miejsko-wiejską. Dokonanie takiej zmiany wymagało, ze względów ustawowych, w pierwszej kolejności odebrania statusu miasta gminie Szczawnica, następnie nadania statusu miasta miejscowości Szczawnica oraz określenia jej granic. Ten zabieg administracyjny oczywiście nie wpłynął w jakikolwiek sposób na zmianę statusu miasta samej Szczawnicy. Sam wniosek Szczawnicy wiązał się głównie z tym, że zmiana statusu gminy na miejsko-wiejską umożliwi skorzystanie ze środków Unii Europejskiej przeznaczonych dla obszarów wiejskich, a mieszkańcy nowo utworzonych wsi (na wyłączonych z granic administracyjnych miasta terenach dominują funkcje rolnicze) będą mieli możliwość utworzenia gospodarstw agroturystycznych i dostęp do kredytów z tym związanych, a także będą zwolnieni z podatku dochodowego w przypadku wynajmu do pięciu pokoi[394].
- 1997: Radlin – 1 stycznia 1997 miejscowość Radlin otrzymała status miasta przez wyłączenie jej z Wodzisławia Śląskiego[41], do którego została włączona jako miasto 22 lata wcześniej, 27 maja 1975[395]. Fakt ten często interpretowany jest jako „odzyskanie” praw miejskich przez Radlin, które to Radlin otrzymał 13 listopada 1954[107] i posiadał do momentu wchłonięcia go przez Wodzisławia Śląskiego. Mniej znane jest, że Radlin „właściwy” (czyli dawne miejscowości Radlin Górny, Radlin Dolny i Szarowiec połączone w XIX wieku w wieś Radlin, w latach 1922–1939 i 1945–1954 siedzib gminy Radlin) pozostał – na życzenie mieszkańców – w obrębie Wodzisławia Śląskiego jako dzielnica Radlin II. W 1997 roku odłączyły się natomiast dawne, peryferyjnie położone, wsie Biertułtowy, Głożyny i Obszary, przejmując nazwę „Radlin”. Nie jest zatem oczywiste czy należy traktować umiastowienia „Radlina” w 1997 jako restytucję dawnego miasta skoro jej główna, historyczna (toponimiczna) część nie weszła w skład nowego miasta. Centrum obecnego miasta Radlin stanowi dawna wieś Biertułtowy.
- 1994: Warszawa – na mocy Zarządzenia Nr 31 Prezesa Rady Ministrów z dnia 5 kwietnia 1990 w sprawie uzyskania przez dzielnice m.st. Warszawy statusu gmin z dniem 2 kwietnia 1990 (zarządzenie wydane z mocą wsteczną) dotychczasowe dzielnice Warszawy stały się gminami: Warszawa-Mokotów, Warszawa-Ochota, Warszawa-Praga-Południe, Warszawa-Praga-Północ, Warszawa-Śródmieście, Warszawa-Ursus (od 1993), Warszawa-Wola i Warszawa-Żoliborz[396]. Był to jedyny przypadek w Polsce by gminy miejskie nie były osobnymi miastami, tylko łącznie tworzyły jedno miasto. Gminy te istniały do 1994, kiedy to na mocy Ustawy z dnia 25 marca 1994 r. o ustroju miasta stołecznego Warszawy powołano z dniem 19 czerwca 1994 nowe gminy miejskie: Warszawa-Bemowo, Warszawa-Białołęka, Warszawa-Bielany, Warszawa-Centrum, Warszawa-Rembertów, Warszawa-Targówek, Warszawa-Ursus, Warszawa-Ursynów, Warszawa-Wawer, Warszawa-Wilanów i Warszawa-Włochy[397], które podobnie jak poprzednie gminy, pomimo że były gminami miejskimi nie były osobnymi miastami. Stan ten został zlikwidowany 27 października 2002[398] i od tego dnia Warszawa jest ponownie jedną gminą miejską.
- 1993: Borne Sulinowo – 1 października 1993 status miasta uzyskało Borne Sulinowo[47], od 1945 garnizon wojskowy przejęty przez Armię Czerwoną, do 1993 wyłączony spod administracji polskiej. Na uwagę zasługuje fakt, że w chwili otrzymania praw miejskich Borne Sulinowo nie było jeszcze w pełni zasiedlone, licząc zaledwie 134 mieszkańców[399] Nie było też siedzibą gminy, która do końca 1994 roku znajdowała się we wsi Silnowo[44].
- 1992: Czerwionka-Leszczyny – 27 maja 1975 włączono miasto Czerwionka (prawa miejskie 1962) do miasta Leszczyny (prawa miejskie 1962), zachowując nazwę i ciągłość prawną miasta Leszczyny, a likwidując miasto Czerwionka[395]. 1 stycznia 1992 roku zmieniono nazwę miasta na Czerwionka-Leszczyny[400], co powoduje, że niektórzy uznają je za nowe miasto.
- 1991: Bieruń – 2 kwietnia 1991 miejscowość Bieruń otrzymała status miasta przez wyłączenie jej z Tychów[51], do których została włączona jako miasto 16 lat wcześniej, 27 maja 1975[401]. Fakt ten często interpretowany jest jako „odzyskanie” praw miejskich przez Bieruń, które to Bieruń posiadał w latach 1387–1743 i 1865-1975. Mniej znane jest, że prawa miejskie posiadała tylko jedna z ośmiu dzielnic (zwana współcześnie Bieruniem Starym) obecnego Bierunia, który od chwili wyłączenia z Tychów jest organizmem znacznie większym (obejmuje także cały obszar istniejącej w latach 1973–1975 wiejskiej gminy Bieruń Stary z 4 sołectwami: Bijasowice, Czarnuchowice, Nowy Bieruń i Ściernie). Obecny „Bieruń” jest przestrzennie niespójnym organizmem miejskim o znacznych odległościach (np. między Bieruniem Starym a Nowym jest prawie 8 km, znacznie dalej niż między Bieruniem Nowym a Oświęcimiem w woj. małopolskim, ok. 3 km).
- 1988: Nowogród Bobrzański – 1 stycznia 1988 status miasta otrzymała miejscowość Nowogród Bobrzański[63]. Fakt ten często interpretowany jest jako „odzyskanie” praw miejskich przez Nowogród Bobrzański. Jednak obecne miasto Nowogród Bobrzański zostało utworzone z obszaru dwóch, zdegradowanych w 1945 roku miast: większych terytorialnie, lewobrzeżnych Krzystkowic (823 ha) i mniejszego, prawobrzeżnego Nowogrodu Bobrzańskiego (653 ha)[62]. Tak więc formalnie ani Krzystkowice nie zostały włączone do Nowogrodu, ani Nowogród nie odzyskał praw miejskich, mimo że nowe miasto przejęło nazwę tylko prawobrzeżnego osiedla, lecz miasto obecne jest nowym tworem, tzw. zlepieńcem dwóch niespójnych przestrzennie organizmów miejskich[402] (znaczna odległość między osiedlami bez fizycznej styczności). Ponadto obecny organizm miejski przecina historycznie utrwaloną granicę Śląska i Łużyc[403].
- 1982: Szczawnica – 1 stycznia 1982 zmieniono nazwę miasta Szczawnica-Krościenko na Szczawnica, natomiast 1 października 1982 z miasta Szczawnica wyłączono obszar Krościenka i Tylki, które weszły w skład nowej gminy[404][405]; początkowo tę zmianę planowano na 1 stycznia 1982, lecz ze względu na wprowadzenie stanu wojennego odłożono ją na mocy rozporządzenia Ministra Administracji, Gospodarki Terenowej i Ochrony Środowiska o 9 miesięcy. Czasami błędnie podaje się, że miasto Szczawnica-Krościenko zostało zlikwidowane, a utworzono nowe miasto Szczawnica, tymczasem miasto Szczawnica, pomimo zmiany nazwy, zachowało ciągłość prawną.
- 1975: Kędzierzyn-Koźle – 30 października 1975 do miasta Kędzierzyn włączono miasta Kłodnica (prawa miejskie 1973), Koźle (prawa miejskie 1289) i Sławięcice (prawa miejskie 1233–1260 i 1973) oraz gminę Sławięcice[406], następnie w dniu 3 listopada 1975 zmieniono nazwę miasta z Kędzierzyn na Kędzierzyn-Koźle[407]. Obydwa procesy prawne są niekiedy niesłusznie interpretowane jako fakt powstania nowego miasta, tymczasem miasto Kędzierzyn, pomimo zmiany nazwy zachowało ciągłość prawną.
- 1973: Sulmierzyce – 1 stycznia 1973 odebrano prawa miejskie Sulmierzycom[76], będącym miastem od 1457 roku. Decyzja została podjęta w ramach przeprowadzanej wówczas reformy administracyjnej kraju. Zbulwersowani mieszkańcy podjęli zorganizowany protest skierowany do ówczesnych władz powiatowych, wojewódzkich oraz bezpośrednio do Rady Państwa w Warszawie, dokąd udała się delegacja protestujących[408]. Reakcja ta spowodowała śpieszne przywrócenie praw miejskich Sulmierzycom dnia 9 grudnia 1973[75], a więc już po jedenastu miesiącach.
- 1973: Boguszów-Gorce – 1 stycznia 1973[76] do obszaru miasta Boguszów włączono miasto Gorce (prawa miejskie 1962) i osiedle Kuźnice Świdnickie, jednocześnie zmieniono nazwę miasta Boguszów na Boguszów-Gorce[76]. Proces ten czasami jest interpretowany jako fakt powstania nowego miasta, tymczasem miasto Boguszów, pomimo zmiany nazwy zachowało ciągłość prawną.
- 1973: Szczawnica-Krościenko – 1 stycznia 1973[76] do obszaru miasta Szczawnica włączono Krościenko, jednocześnie zmieniono nazwę miasta Szczawnica na Szczawnica-Krościenko[76]. Proces ten czasami jest interpretowany jako fakt powstania nowego miasta, tymczasem miasto Szczawnica, pomimo zmiany nazwy zachowało ciągłość prawną.
- 1969: Trzebinia-Siersza – 1 stycznia 1969[79] do obszaru miasta Trzebinia włączono osiedle Siersza, jednocześnie zmieniono nazwę miasta Trzebinia na Trzebinia-Siersza[79]. Proces ten czasami jest interpretowany jako fakt powstania nowego miasta, tymczasem miasto Trzebinia, pomimo zmiany nazwy zachowało ciągłość prawną.
- 1958: Czechowice-Dziedzice – 1 stycznia 1951 włączono gminę Dziedzice do gminy Czechowice (jednocześnie nadano tej drugiej prawa miejskie), zachowując nazwę i ciągłość prawną gminy Czechowice, a likwidując gminę Dziedzice[118]. 22 listopada 1958 roku zmieniono nazwę miasta na Czechowice-Dziedzice[119], co powoduje, że niektórzy uznają je za nowe miasto.
- 1952: Ustrzyki Dolne – Po II wojnie światowej miasto Ustrzyki Dolne (prawa miejskie od 1727) znalazło się w ZSRR. Do Polski Ustrzyki Dolne powróciły w ramach umowy o zmianie granic zawartej 15 lutego 1951 pomiędzy PRL i Związkiem Radzieckim[409]. Niektóre źródła oparte na danych wtórnych, w tym Encyklopedia PWN, podają że w okresie radzieckim Ustrzyki Dolne miały zostać pozbawione statusu miasta i otrzymać go ponownie wraz z powrotem do Polski[410]. Jednak oryginalne dane radzieckie wykazują, że Ustrzyki Dolne nigdy statusu miasta nie utraciły; tak jest np. w spisie jednostek administracyjnych z 1 września 1946 roku, wydanym przez Dział Informacji i Statystyki przy Sekretariacie Prezydium Rady Najwyższej Ukraińskiej SRR[411], a także w ostatnim spisie jednostek rejonu ustrzyckiego, wykazanym w Dekrecie Prezydium Rady Najwyższej Ukraińskiej SRR z 10 grudnia 1951 w sprawie likwidacji rejonu ustrzyckiego (...)[412]. W obu wykazach Ustrzyki Dolne figurują jako miasto. Do błędu – poza zaniechaniem sprawdzenia źródeł radzieckich – przyczyniła się zapewne forma zapisu w Rozporządzeniu Prezesa Rady Ministrów z 12 grudnia 1951 w sprawie utworzenia miasta Ustrzyki Dolne (...)[413], a gdzie wybór wyrazu utworzenie odnosił się po prostu do powstania nowego miasta w granicach Polski (bezwzględnie od uprzedniego statusu) o zmienionych granicach (w skład Ustrzyk Dolnych wszedł wtedy także Strwiążyczek)[413].
- 1949: Nowa Huta – czasem podawana jako miasto w latach 1949–1951, po czym stała się dzielnicą Krakowa. Nowa Huta wymieniana jest w Dzienniku Ustaw jako miasto Nowa Huta[414]. Użyte tam określenie „budowane miasto Nowa Huta” sugeruje, że jeszcze praw miejskich nie miała. Natomiast uchwała z 17 marca 1951 r.[415] nie wspomina już by Nowa Huta była miastem. Ponieważ data nadania ewentualnych praw miejskich nie jest zweryfikowana, sugeruje to, że Nowa Huta zapewne była budowana w intencjach przekształcenia w miasto, którym ostatecznie nie została przez włączenie do Krakowa.
- 1945–1951: Krystynopol – W wykazie miast z 1939 roku Krystynopol (obecnie jest to miasto Szeptyćkyj na Ukrainie) nie figuruje[416]. Natomiast w niektórych powojennych publikacjach, m.in. na jednej ze szczegółowych map w publikacji A. Gawryszewskiego (2005) dotyczącej umowy o zamianie odcinków terytoriów państwowych zawartej 15 lutego 1951 pomiędzy PRL i Związkiem Radzieckim, Krystynopol jest wyraźnie zaznaczony jako miasto. Jeżeli informacja ta jest poprawna, wtedy Krystynopol musiałby otrzymać prawa miejskie między 1945 a 1951 rokiem. Brak wyczerpujących dokumentów w tej kwestii.
- 1939: Wierzbnik-Starachowice – 1 kwietnia 1939 do obszaru miasta Wierzbnik włączono osiedle Starachowice Fabryczne[417], a rozporządzeniem MSW z 28 marca 1939 roku nazwę miasta Wierzbnik zmieniono na Starachowice-Wierzbnik[418], a w 1949 roku ostatecznie na Starachowice[419]. Proces ten czasami jest interpretowany jako fakt powstania nowego miasta, tymczasem miasto Wierzbnik, pomimo zmiany nazwy zachowało ciągłość prawną.
- 1935: Ustka – Między 5 a 13 czerwca 2007 odbyły się w Ustce konsultacji w sprawie nadania miejscowości Ustka statusu miasta[420]. Powodem tego było podważenie historycznego faktu nadania Ustce praw miejskich przez Niemców 22 marca 1935. W związku z obchodami 70. rocznicy nadania praw miejskich, ustecki dziennikarz-historyk Marcin Barnowski odkrył, że Ustka praw miejskich nigdy nie otrzymała, a jej obecny status miejski jest wynikiem uzurpacji. Nie udało się znaleźć żadnego dokumentu potwierdzającego nadanie Ustce praw miejskich, a data 22 marca 1935 jest zaledwie datą wydania rozporządzenia do ustawy o ustroju gmin, na mocy którego każdy szef gminy obligatoryjnie stał się burmistrzem. Znaczy to, że zmieniła się tylko samorządowa tytulatura, a samo rozporządzenie nie przesądzało o decyzji o nadaniu praw miejskich. Ponadto wydany w 1938 roku wykaz miast Pomorza Środkowego, liczących poniżej 10 tysięcy mieszkańców, nie obejmował Ustki. Ustka nie występuje jako miasto w żadnym międzywojennym wykazie gmin (np. w Amtlisches Gemeindeverzeichnis für das Deutsche Reich z 1939), a jako miasto pojawia się po raz pierwszy w polskich powojennych źródłach GUS-owskich. Wydarzenie to stało się sensacją historyczną[421]. Pojawiły się propozycje wystąpienia z wnioskiem do premiera o nadanie Ustce praw miejskich. Jednakże według Ministerstwa Spraw Wewnętrznych i Administracji, takiej potrzeby nie ma, ponieważ w wielu wydanych po 1975 roku aktach prawnych[422] Ustka figuruje jako miasto[423]. Ostatecznie po przeprowadzonej analizie przepisów potwierdzono, że Ustka posiada prawa miejskie przynajmniej od 1 lipca 1976 roku. Przyjęcie innej interpretacji prowadziłoby do uznania, że równocześnie funkcjonowałyby dwie gminy o identycznym statucie prawnym gminy wiejskiej (a więc gmina wiejska i gmina pseudo-miejska), co jest niedopuszczalne. W oparciu o te ustalenia MSWiA stwierdziło, że władze Ustki o nadanie praw miejskich starać się nie muszą[424].
- 1934: Chorzów – 1 lipca 1934 do obszaru miasta Królewska Huta włączono gminę Chorzów (z powiatu katowickiego) oraz gminę Nowe Hajduki (z powiatu świętochłowickiego), jednocześnie zmieniono nazwę miasta Królewska Huta na Chorzów[425]. Proces ten czasami jest interpretowany jako fakt powstania nowego miasta, tymczasem miasto Królewska Huta, pomimo zmiany nazwy, zachowało ciągłość prawną.
- Nowe Skalmierzyce – W artykule Nowe miasta w Polsce i ich struktura społeczno-ekonomiczna (1988)[426] D. Szymańska podaje wzmiankę (s. 404) „Niektóre z nich [z tych miast], jak Poręba czy Nowe Skalmierzyce, po włączeniu na krótko w granice innych miast [zapewne Kalisza], ponownie stały się samodzielnymi jednostkami miejskimi”. Brak jest źródeł pozwalających na weryfikacje tej informacji.